# 青森駅

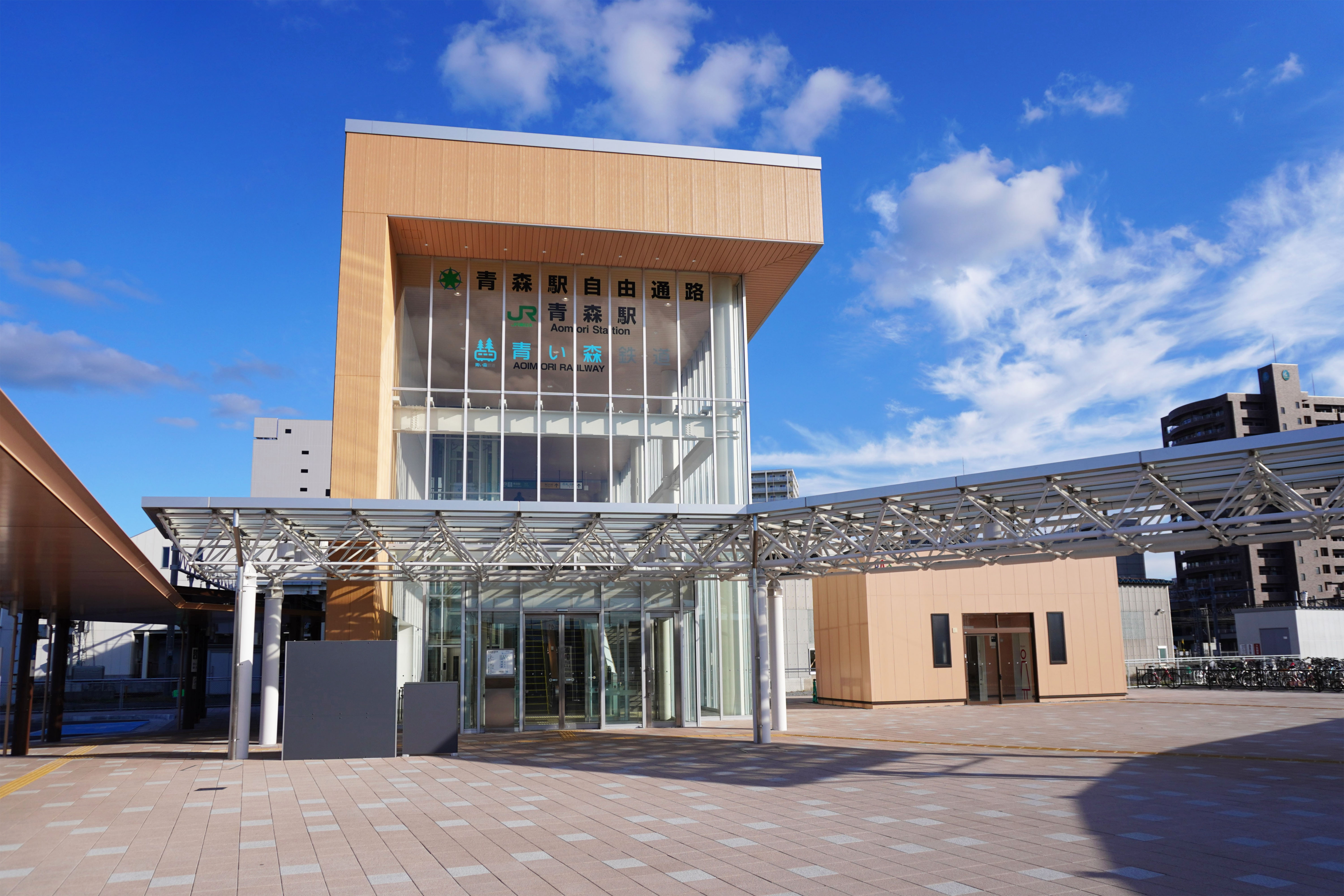
西口（2023年10月）

青森駅（あおもりえき）は、青森県青森市柳川（やなかわ）1丁目にある、東日本旅客鉄道（JR東日本）・青い森鉄道の駅である。

## 概要
青森県の県庁所在地である青森市の中心駅（ターミナル駅）である。かつては東京から伸びる鉄道幹線である東北本線および奥羽本線の終着駅であり青函連絡船との乗換駅だった。1988年の青函トンネル開通に伴う青函連絡船廃止と旅客輸送の海峡線経由化、2010年の東北新幹線の新青森駅延伸開業に伴う東北本線の第三セクター化、さらには2016年の北海道新幹線開業に伴う海峡線経由の旅客輸送の新幹線への移行を経て、「北海道との連絡口としての役割から、三内丸山遺跡や世界遺産白神山地への玄関口とその機能は変貌を遂げる駅」として、東北の駅百選に選定されるに至っている。なお、東北本線八戸駅 - 青森駅間の第三セクター化に伴い、在来線における所属線は東北本線から奥羽本線に変更されている。
2023年6月現在、乗り入れている路線はJR東日本の奥羽本線と津軽線、青い森鉄道の青い森鉄道線の合計3路線であり、いずれの路線も当駅が起終点となっている（津軽線のみ起点、奥羽本線、青い森鉄道は終点）。
JR青森駅の事務管コードは▲211066、青い森鉄道青森駅の事務管コードは5461246である。

## 歴史

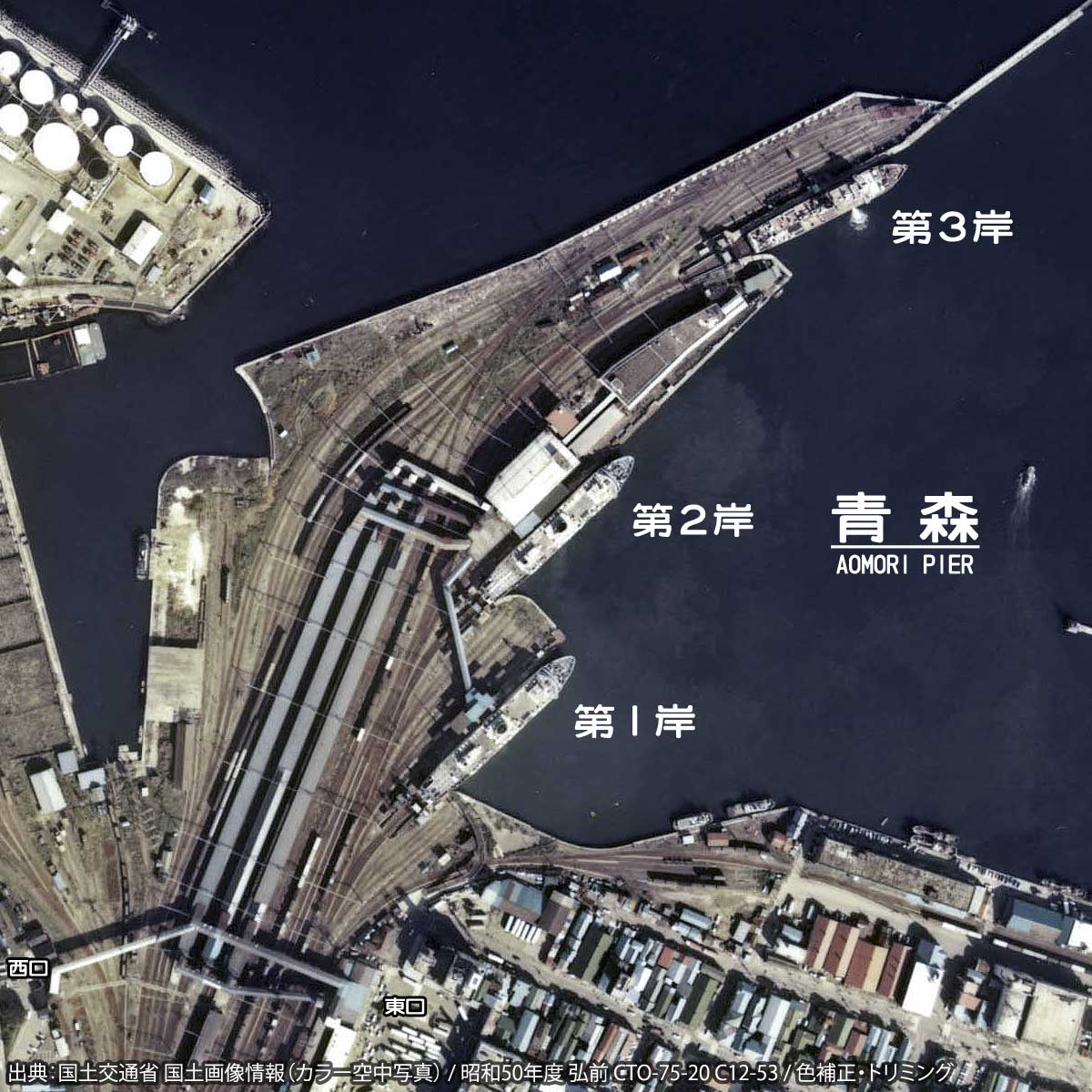
青森駅と青森桟橋（1975年）

当駅は古くは青函連絡船の本州側玄関口であり、北海道と本州をつなぐ、全国的な交通網の要であった。その情景は歌謡曲「津軽海峡・冬景色」の歌詞にもなった。
1988年（昭和63年）に青函トンネルが開通すると、青函連絡船はその役目を新たに開業した津軽海峡線に譲って廃止され、津軽海峡線の快速「海峡」の始発・終着駅の役割を果たしていた。
その後、2002年（平成14年）の東北新幹線盛岡 - 八戸間開業時に快速「海峡」が廃止され、特急「白鳥」・「スーパー白鳥」の停車駅（一部始発および終着あり）となったことから、昼間の当駅始発・終着列車は減り、さらに2010年（平成22年）12月4日の東北新幹線新青森開業後は、東北本線八戸 - 当駅間は青い森鉄道に経営移管され、特急「白鳥」・「スーパー白鳥」の起終点は八戸駅から新青森駅に変更され、多客期の臨時特急「白鳥」の午前の1往復のみ当駅始発となった。
そして、2016年（平成28年）の北海道新幹線開業に伴い、青函トンネル経由の旅客列車はすべて新幹線へ移行することになったため、特急「白鳥」・「スーパー白鳥」をはじめとした津軽海峡線の旅客列車はすべて運行を終了した。これにより、当駅から直接北海道方面へ向かう旅客列車は無くなり、北海道への玄関口としての役割は新青森駅に譲り渡された。
かつては1番線側に青函連絡船の岸壁があり、連絡船の車両甲板につながる可動橋があった。また、当駅から安方を経て埠頭方面への臨港線（青森県公用臨港線）もあり、貨車の入れ替え作業がホームから頻繁に見られた。連絡船への貨車積み込みのため、構内の線路は岸壁に向かって北側に伸びた構造になっている。

### 年表
- 1891年（明治24年）9月1日：日本鉄道の駅として開業。この当時は、玄関が安方通りに面していた。なお、1番列車は、前日17時45分に上野駅を出発し、当駅に当日17時10分に到着した列車だった。また、当時の運行ダイヤは、下り列車が上野14時45分発青森17時10分着、上り列車が青森12時50分発上野10時10分着の1往復の運行だった[8][注 3]。
- 1906年（明治39年）
  - 9月：この頃の駅舎改築により、玄関が新町通り側に移動する（『新青森市史』資料編6 口絵解説による）。
  - 11月1日：国有化[9][10]。
- 1908年（明治41年）3月7日：帝国鉄道庁直営の青函連絡航路が開設され、青函連絡船運航開始。
- 1926年（大正15年）11月：貨物ホーム、操車場が完成。旅客と貨物ホームが分離[11]。
- 1944年（昭和19年）4月1日：倉庫営業開始[12]。
- 1947年（昭和22年）8月11日：昭和天皇の戦後巡幸。青森駅長が「樺太引揚輸送」、函館船舶管理部長が「青函連絡船について」などの説明を行う[13]。
- 1948年（昭和23年）：西口設置。
- 1959年（昭和34年）12月25日：4代目東口駅舎が竣工。
- 1965年（昭和40年）10月1日：みどりの窓口を設置。
- 1968年（昭和43年）5月16日：「十勝沖地震」が発生。この地震により青函連絡船の桟橋の床が抜け落ちるなどの被害が出た。
- 1970年（昭和45年）
  - 7月1日：駅レンタカーみちのく青森営業所を開設（現・JR東日本レンタリース青森営業所）。
  - 11月10日：青森駅旅行センターが開業。
- 1984年（昭和59年）12月：西口駅舎が新築。
- 1986年（昭和61年）5月23日：青森駅ビル「ラビナ」が開業[新聞 1]。
- 1987年（昭和62年）4月1日：国鉄分割民営化に伴い、JR東日本の駅となる[14]。ただし、青函連絡船青森桟橋はJR北海道函館支店管轄となる。
- 1988年（昭和63年）
  - 3月13日：青函連絡船が廃止。JR北海道海峡線（津軽海峡線）開業に伴い、津軽線の当駅 - 新中小国信号場間が交流電化。
  - 6月3日：青函連絡船の暫定（復活）運航を開始。
  - 9月19日：青函連絡船の暫定運航を終了。
- 1990年（平成2年）3月10日：びゅうプラザ青森が開業。
- 1990年代前半：西口にマルス端末を設置し、みどりの窓口化。
- 1998年（平成10年）ごろ：自動券売機をボタン式からタッチパネル式（EV2型）に更新。
- 2002年（平成14年）
  - 4月1日：駅西口の業務が「ジャスター」（現・JR東日本東北総合サービス）に委託される（それ以前は東口出札担当と改札担当が交代で業務をしていた）。
  - 東北の駅百選に選定される。
- 2005年（平成17年）3月1日：東口に指定席券売機を導入。
- 2006年（平成18年）3月9日：東口在来線改札口に自動改札機を導入[15]。
- 2007年（平成19年）11月：東口・西口ともに、タッチパネル式の自動券売機を新機種（EV4型）に更新。
- 2009年（平成21年）
  - 10月：東口改札の有人通路をカウンター化。インフォメーションセンターを東口改札併設とする。
  - 12月：東口のみどりの窓口、びゅうプラザを改装。
- 2010年（平成22年）
  - 11月14日：びゅうプラザにおける海外旅行の取り扱いを終了。
  - 12月1日：東口の青い森鉄道定期券発売窓口が稼動を開始。
  - 12月4日：東北本線当駅 - 八戸駅間が青い森鉄道に移管され、JR東日本と青い森鉄道の共同使用駅となる。所属線を東北本線から奥羽本線に変更。青森地区駅長が青森駅長兼務から新青森駅長兼務に変更。びゅうプラザが日祝定休となる。
- 2011年（平成23年）8月15日：青森駅構内連動分離工事を実施。これまで構内をすべて青森駅輸送本部から制御していたが、1・2番線を青い森鉄道輸送指令からの制御に分離。
- 2014年（平成26年）4月1日：インフォメーションセンターが廃止。
- 2016年（平成28年）
  - 3月21日：北海道新幹線開業に伴い、津軽海峡線旅客列車の運行を終了（新幹線開業日である3月26日付で廃止）。
  - 4月1日：新青森駅が当駅管理下となり、青森地区駅長が新青森駅長兼務から青森駅長兼務に変更。また、びゅうプラザ新青森駅廃止に伴い、びゅうプラザ青森駅の日祝営業が再開（現在は再び日祝定休）。
  - 7月1日：青森県・青森市・JR東日本が「青森駅周辺整備事業」の基本協定を締結[新聞 2]。
- 2018年（平成30年）
  - 6月6日：青森県・青森市・青森商工会議所・JR東日本が「青森駅周辺のまちづくりに関する連携協定」を締結[JR 1][新聞 3]。
  - 6月7日：みどりの窓口指定席券売機横に、指定席券売機利用案内ロボットが導入される[JR 2]。
  - 7月18日：青森県・青森市・JR東日本が「青森駅自由通路整備等に関する工事の施行協定」を締結[市 1][新聞 4]。
  - 11月7日：東西自由通路設置工事および橋上駅舎化工事の安全祈願祭を行う[新聞 5][新聞 6]。
- 2019年（令和元年）6月1日：蟹田駅業務委託化、三厩駅無人化に伴い、津軽線中沢駅 - 三厩駅間が当駅管理下となる。また、びゅうプラザの運営がびゅうトラベルサービスに移管される。
- 2021年（令和3年）
  - 2月20日 - 3月5日：4代目駅舎が建て替え工事による閉鎖（2021年3月26日）を前に青森県立青森北高等学校美術部員や青森市の造形教室「CoBaCo（コバコ）」の生徒らにより駅舎の壁や柱に彩色を施す「エキナカアート」を実施[JR 3][新聞 7]。
  - 3月26日：4代目駅舎および西口の窓口営業が終了[JR 4][市 2][新聞 8][新聞 9]。
  - 3月27日：新駅舎（5代目）及び東西自由通路の供用を開始[JR 4][市 2][新聞 10][新聞 11]。改札業務と券売機管理業務を業務委託化（みどりの窓口は引き続き直営）。
  - 10月1日：八戸地区センター（旧・八戸地区指導センター）廃止に伴い、八戸地区が青森地区に編入される。
  - 12月1日：大湊駅業務委託化に伴い、大湊線各駅が当駅管理下となる。
- 2022年（令和4年）
  - 1月31日：びゅうプラザの営業を終了[16][JR 5]。
  - 3月1日：駅たびコンシェルジュが開業[JR 5]。
  - 3月12日：青森駅、新青森駅、盛岡支社青森支店、青森寮と青森地区センターの一部業務を統合した青森営業統括センターを設置。青森駅長は青森営業統括センター所長（青森地区駅長兼務）となる。
- 2023年（令和5年）
  - 3月22日：午前0時より「西口駅前広場」の供用を開始（3月21日午前10時より落成式を実施）。それに伴い青森市営バスの西口駅前広場乗り入れ便の拡充、西口駅前広場発着便を新設、北部方面と西部方面の直通路線を新設[市 3][市 4]。
  - 4月1日：ねぶたん号が「西口駅前広場」乗入れに変更[市 3][市 4]。
  - 5月27日：奥羽本線においてICカード「Suica」の利用が可能となる[JR 6][JR 7]。
- 2024年（令和6年）
  - 3月30日：JR青森駅東口ビル内の自由通路が供用開始[JR 8]。
  - 4月26日：JR青森駅東口ビル併設の商業施設「&ラビナ」と行政施設「青森市民美術展示館」「あおもり縄文ステーション じょもじょも」が開業[JR 8][JR 9]。
  - 7月11日：JR青森駅東口ビル併設のホテル「ReLabo」が開業し、同ビルが全面オープン[JR 8][JR 9]。
  - 10月1日：JR東日本（奥羽本線および津軽線）でえきねっとQチケのサービスを開始[1][JR 10]。

## 駅構造
| 番線（線路） | 線路（のりば） | 名称         | 所有（現在） |
| ------------ | -------------- | ------------ | ------------ |
| 1番線        | -              | 下り3番線    | JR東日本     |
| 2番線        | -              | 下り2番線    | JR東日本     |
| 3番線        | -              | 下り1番線    | JR東日本     |
| 4番線        | 6番線          | 津軽本線     | JR東日本     |
| 5番線        | 5番線          | 奥羽下り本線 | JR東日本     |
| 6番線        | 4番線          | 奥羽上り本線 | JR東日本     |
| 7番線        | 3番線          | 中線         | JR東日本     |
| 8番線        | 2番線          | 東北下り本線 | 青森県       |
| 9番線        | 1番線          | 東北上り本線 | 青森県       |
| -            | -              | 材料線       | 青森県       |

青森営業統括センター管理下の直営駅（営業副長・輸送副長配置）。津軽線の各駅、大湊線の各駅（野辺地駅を除く）、奥羽本線新青森駅を管理下に置く。改札口と券売機管理業務はJR東日本東北総合サービス（新青森ブロック）が受託し、業務長（LiViT副長）を配置している。
青い森鉄道側は、駅長・助役ならびにアテンダント乗務員の配置駅。筒井駅〜西平内駅を管理下に置く。青い森鉄道線の乗車券類発売ならびに、青い森鉄道線の忘れ物、落とし物の管理を行う。改札業務はJRに委託しており、輸送業務（1、2番線の運行管理）は青い森鉄道指令室が管理している。
島式ホーム3面6線を有する地上駅（橋上駅）である。1・2番線に青い森鉄道線、2 - 6番線に奥羽本線、3・6番線に津軽線の列車が発着している。各線は構内北側へ向けて1線に合流しており、客車列車の入換・機回し線として使用されている。東北本線八戸 - 青森間経営分離に際して構内改良工事が行われており、1・2番線の有効長短縮や電車化によって不要となった機回し線の撤去などが実施された。経営分離以前は、一部列車を除き1・2番線に東北本線、3 - 5番線に奥羽本線、6番線に津軽線の列車が発着していた。線路番線（名称）としては駅構内西から番号が振られており、右表のようになっている。
現在の駅舎は2021年（令和3年）3月27日から使用されているもので、4代目駅舎の西隣（駅正面から見て奥側）の機回し線の跡地に建てられている。2階にはみどりの窓口、自動券売機、指定席券売機、待合室、自動改札機（Suica、えきねっとQチケ対応）が設けられている。NewDaysは駅たびコンシェルジュや待合室と併設している。24時間行き来ができる東口と西口を繋ぐ（幅約6メートル、全長約170メートル）自由通路は、南側には採光を意識した大きな窓が、北側はリンゴの木箱をイメージしたデザインが特徴の壁があり、写真などを展示するスペースもある。また、改札階とホーム階との間や出入口にはそれぞれエレベーターとエスカレーターを完備しており、バリアフリー化が図られている。東口側からは、4代目駅舎の解体工事完了までの間はミニ広場「エビナ」（4代目駅舎と駅ビル「ラビナ」の間にあるミニ広場の通称名）を通って現駅舎に入るようになっていたが、2024年（令和6年）には4代目駅舎の跡地に、ホテルや商業施設「&ラビナ」からなる複合施設「JR青森駅東口ビル」が完成し、この東口ビルの3階が駅舎の改札外コンコースと直結していて新たな東口となっている。
当駅構内南端部には青い森鉄道線の「740」キロポストと奥羽本線の「485」キロポストがある。
橋上駅舎化前は、各ホーム間を連絡する跨線橋がホームの南北に2か所あった。このうち、北側のものはかつて運航されていた青函連絡船との乗り換え通路を兼ねていたため、連絡船の廃止後は長らく使用されなくなっていたが、現在は改修されて旧第1岸壁に設置された八甲田丸・青い海公園と駅西側の青森マリーナを結ぶ自由通路「青い海公園連絡橋」として使用されている。南側のものは駅舎と各ホームとの連絡橋として1959年（昭和34年）の4代目駅舎竣工後から2021年（令和3年）3月26日の4代目駅舎および西口の窓口営業終了までの間使用されていたが、旅客用のエレベーターが存在しておらず、車椅子で利用する際は駅係員に申し出るか、階段・エスカレーター横に設置していたインターホンで呼び出し、階段昇降機（エスカル）を使う必要があった。

### のりば
| 番線  | 路線          | 方向 | 行先                         |
| ----- | ------------- | ---- | ---------------------------- |
| 1・2  | ■青い森鉄道線 | 上り | 八戸・目時方面               |
| 3 - 6 | ■奥羽本線     | 上り | 新青森・弘前・大館・秋田方面 |
| 3 - 6 | ■津軽線       | 下り | 蟹田方面                     |

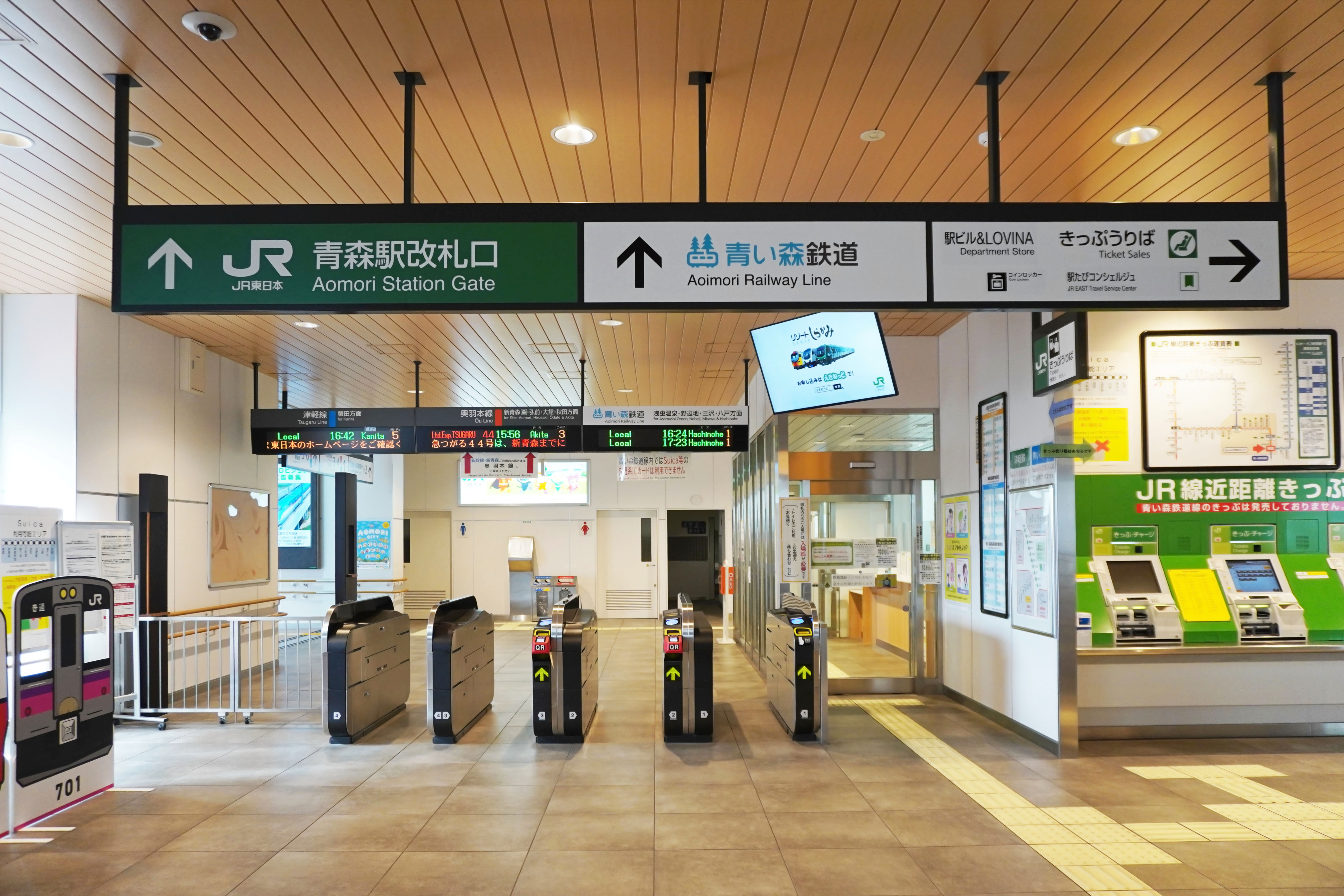
改札口（2025年6月）
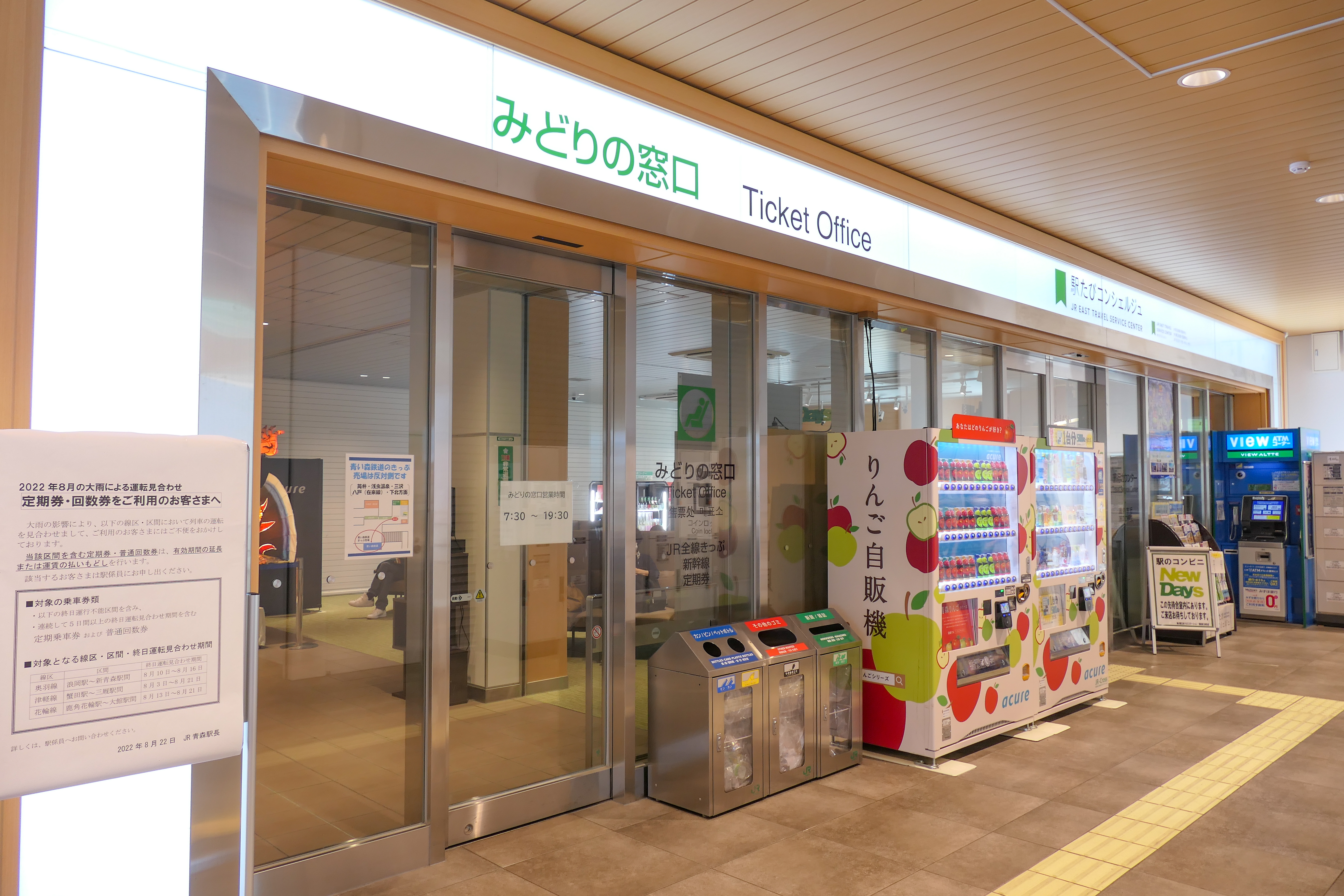
みどりの窓口（2022年9月）
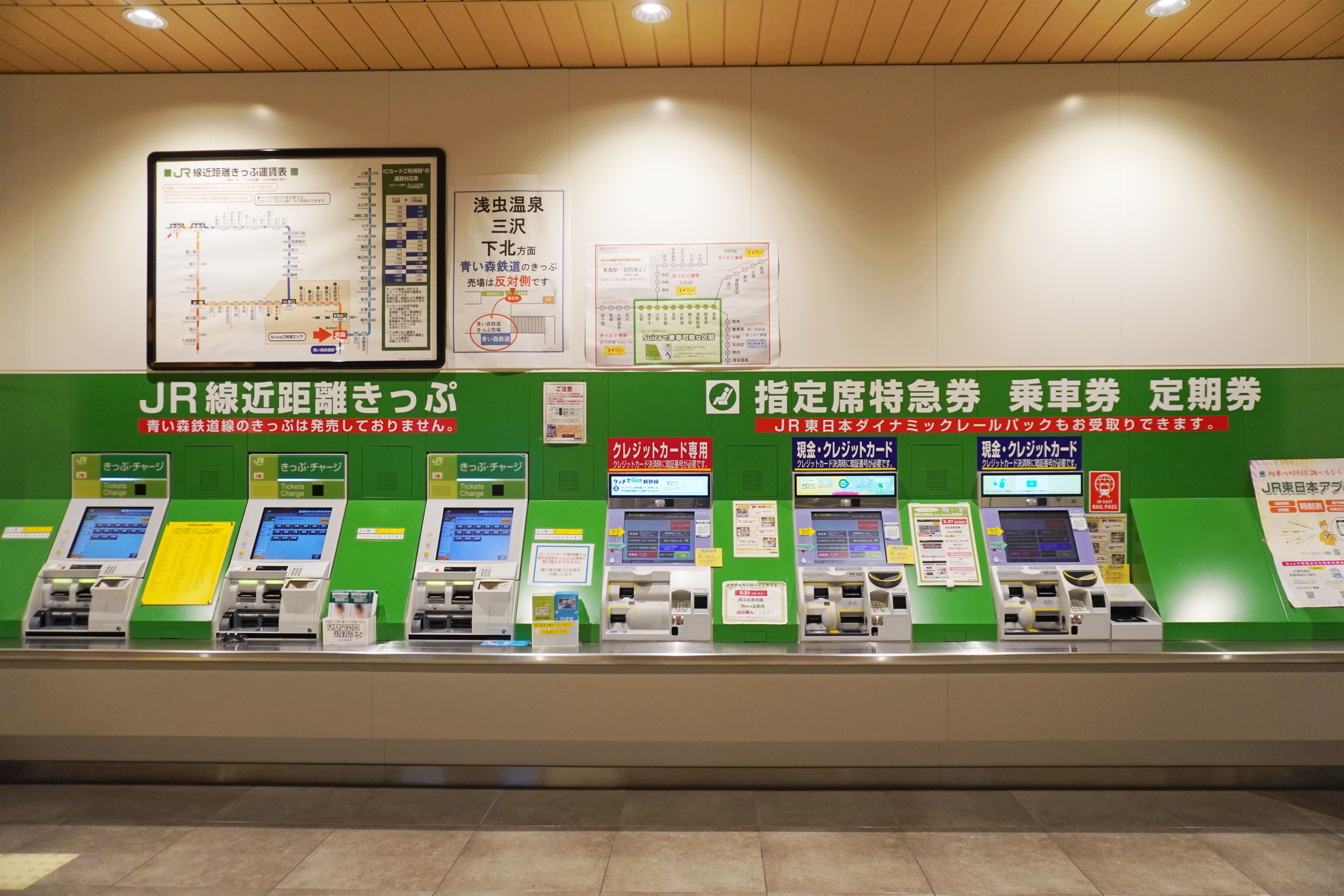
JR東日本の自動券売機（2023年10月）
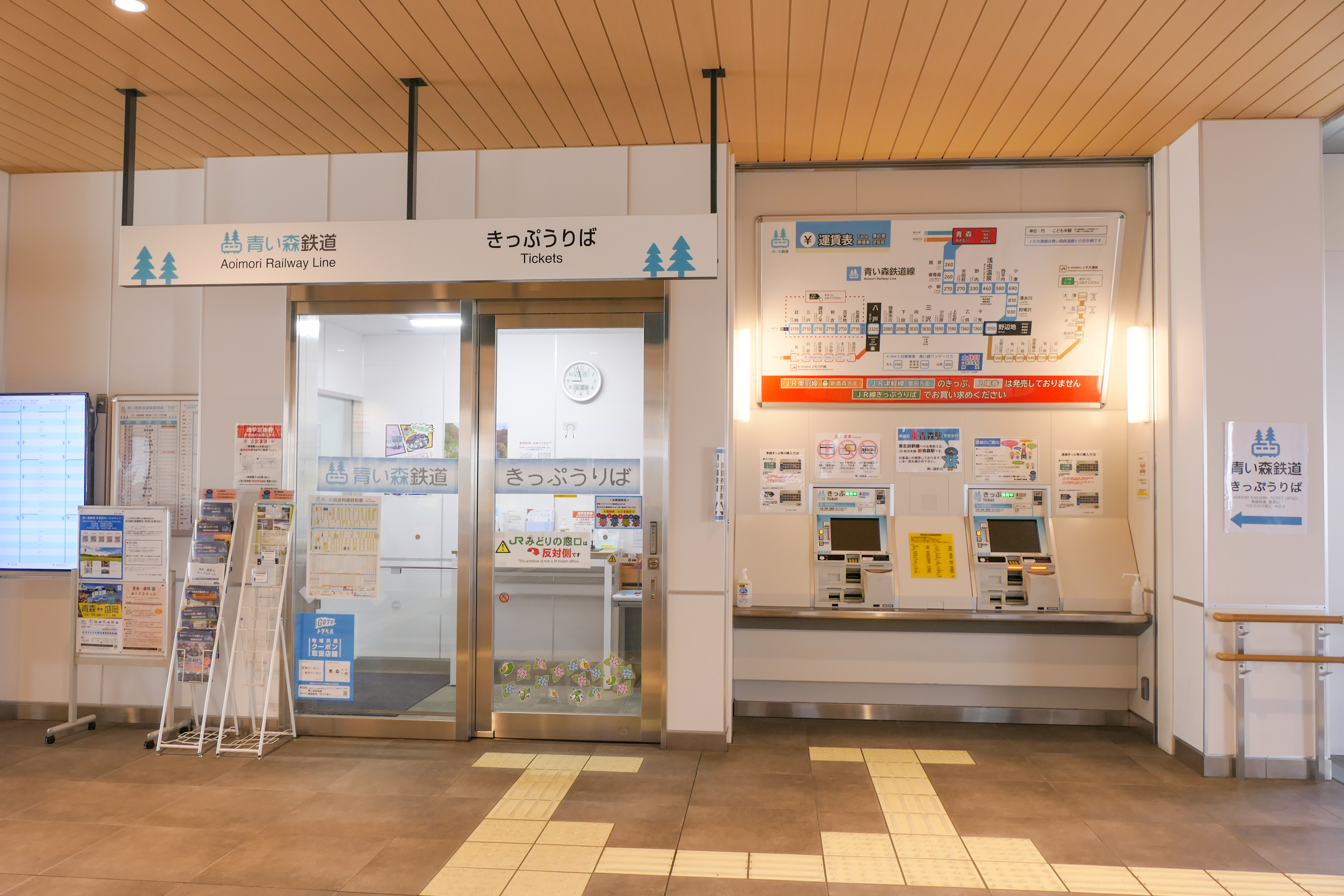
青い森鉄道の自動券売機（2022年9月）
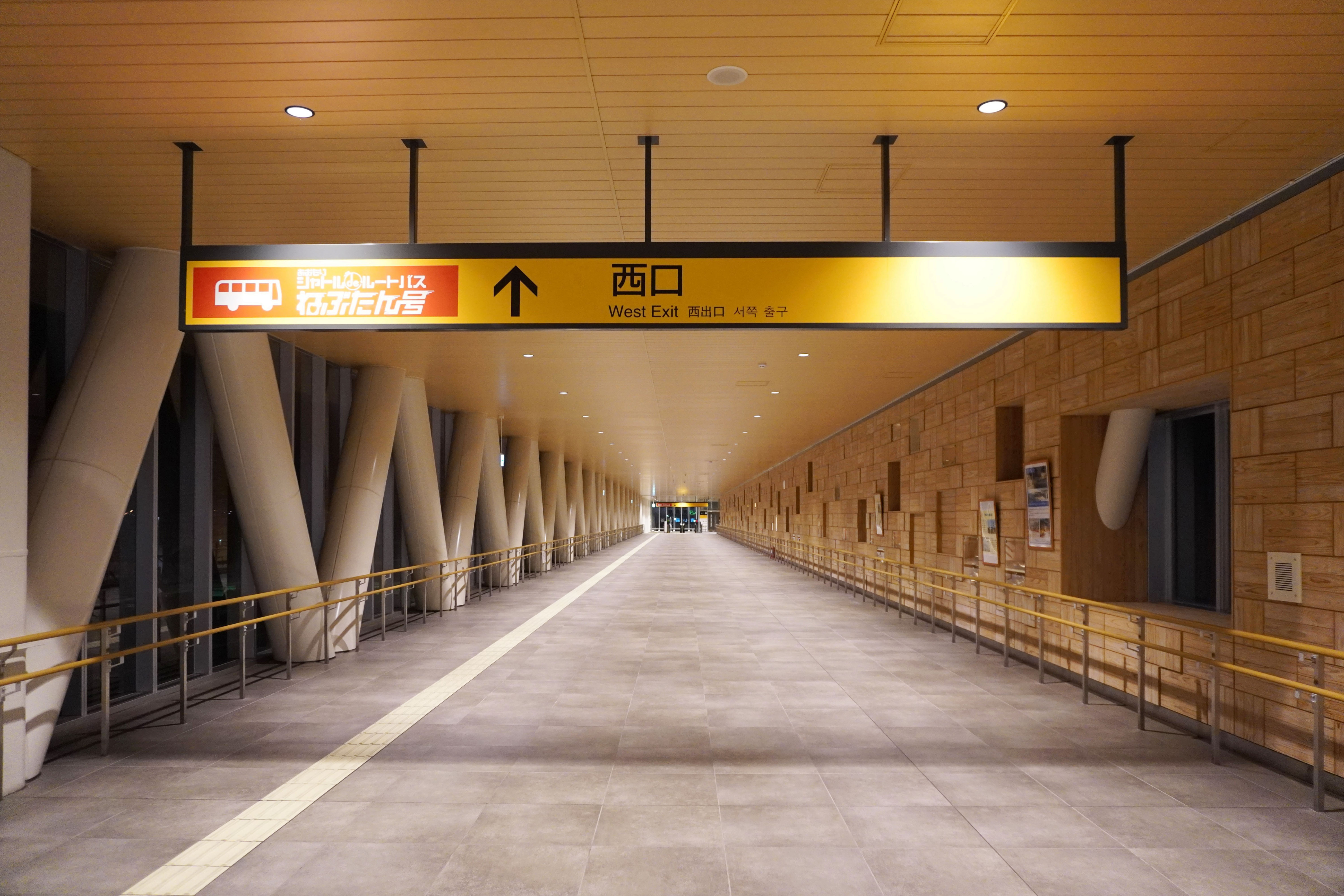
東西自由通路（2023年10月）
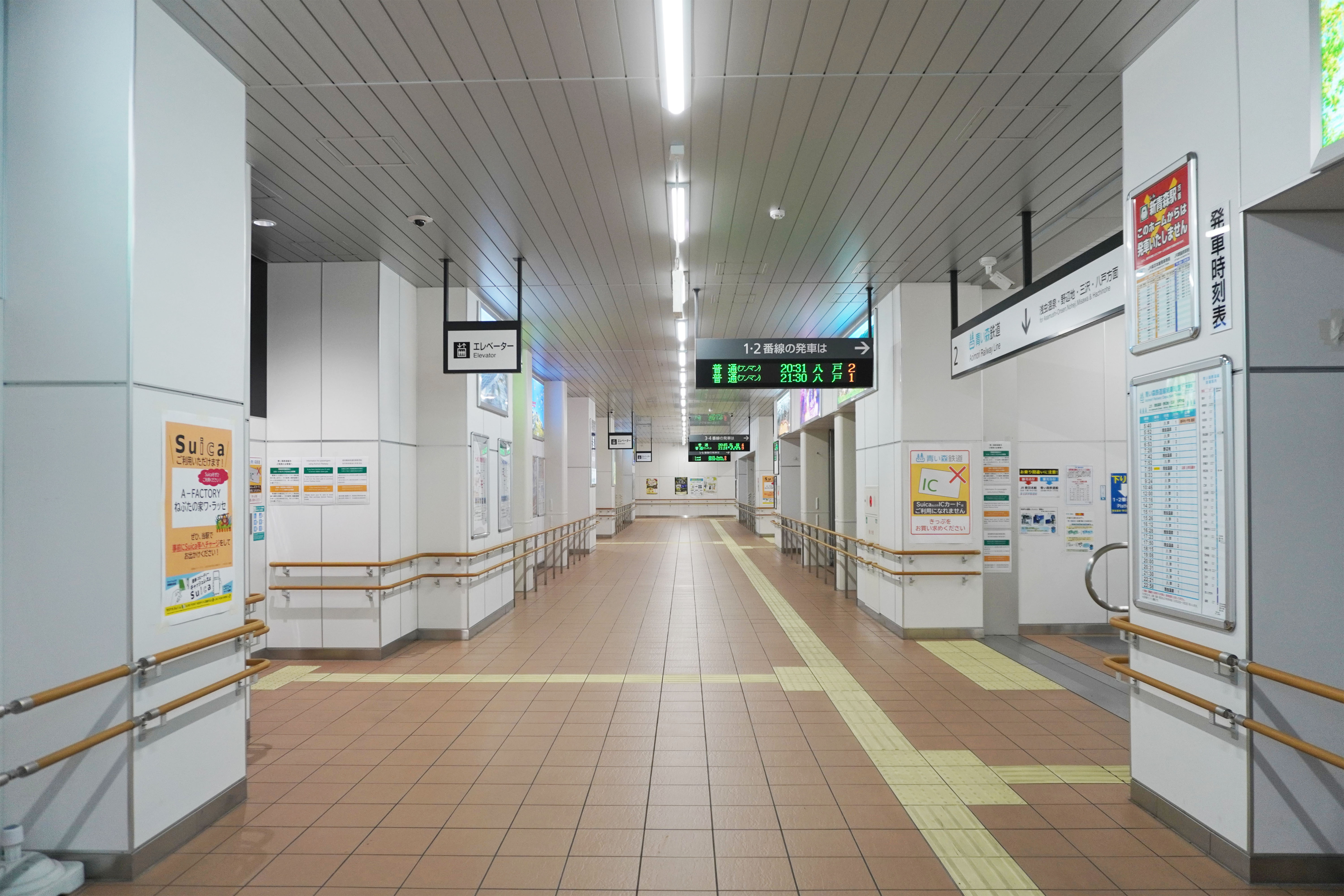
跨線橋（2023年10月）
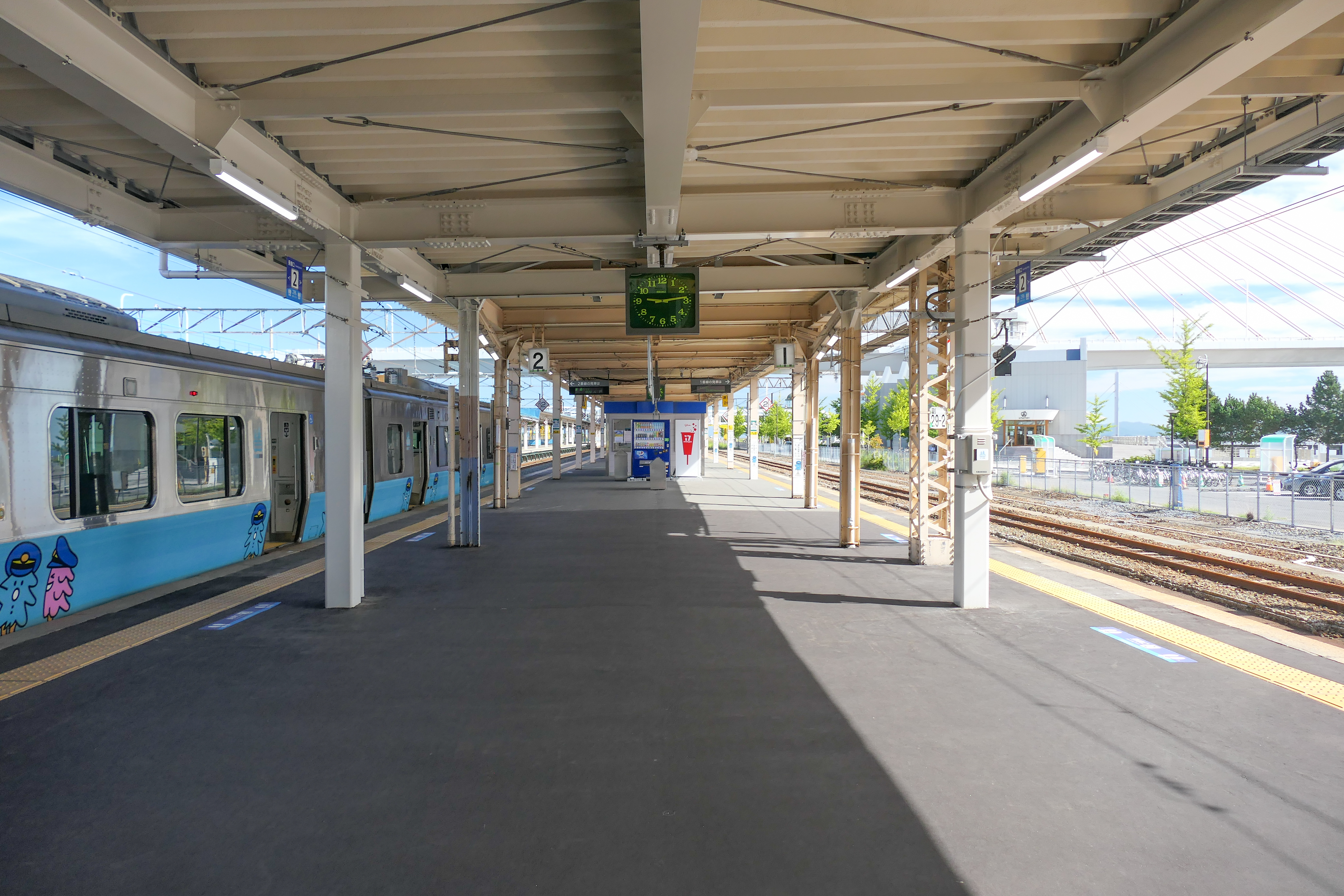
1・2番線ホーム（2022年9月）
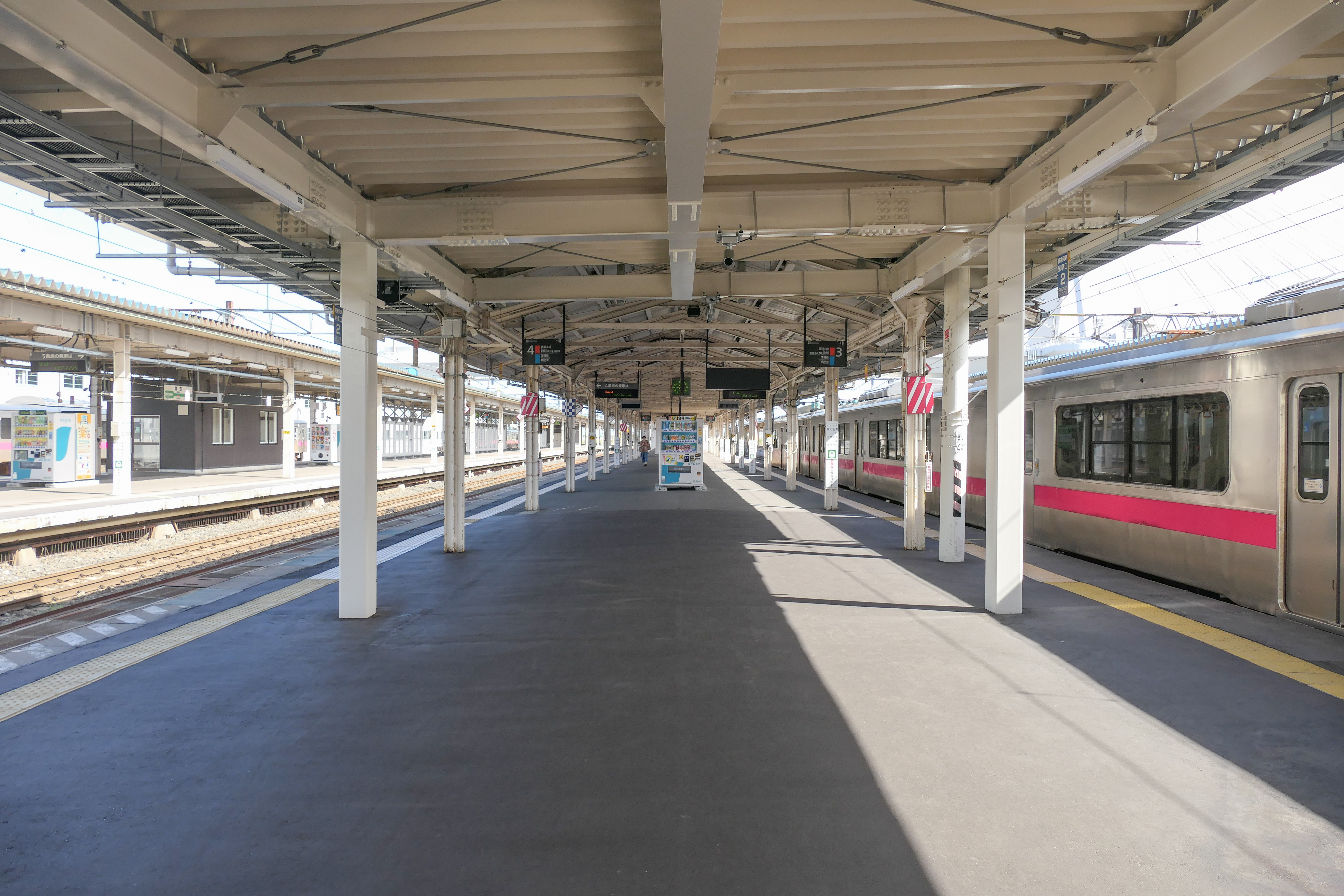
3・4番線ホーム（2022年9月）
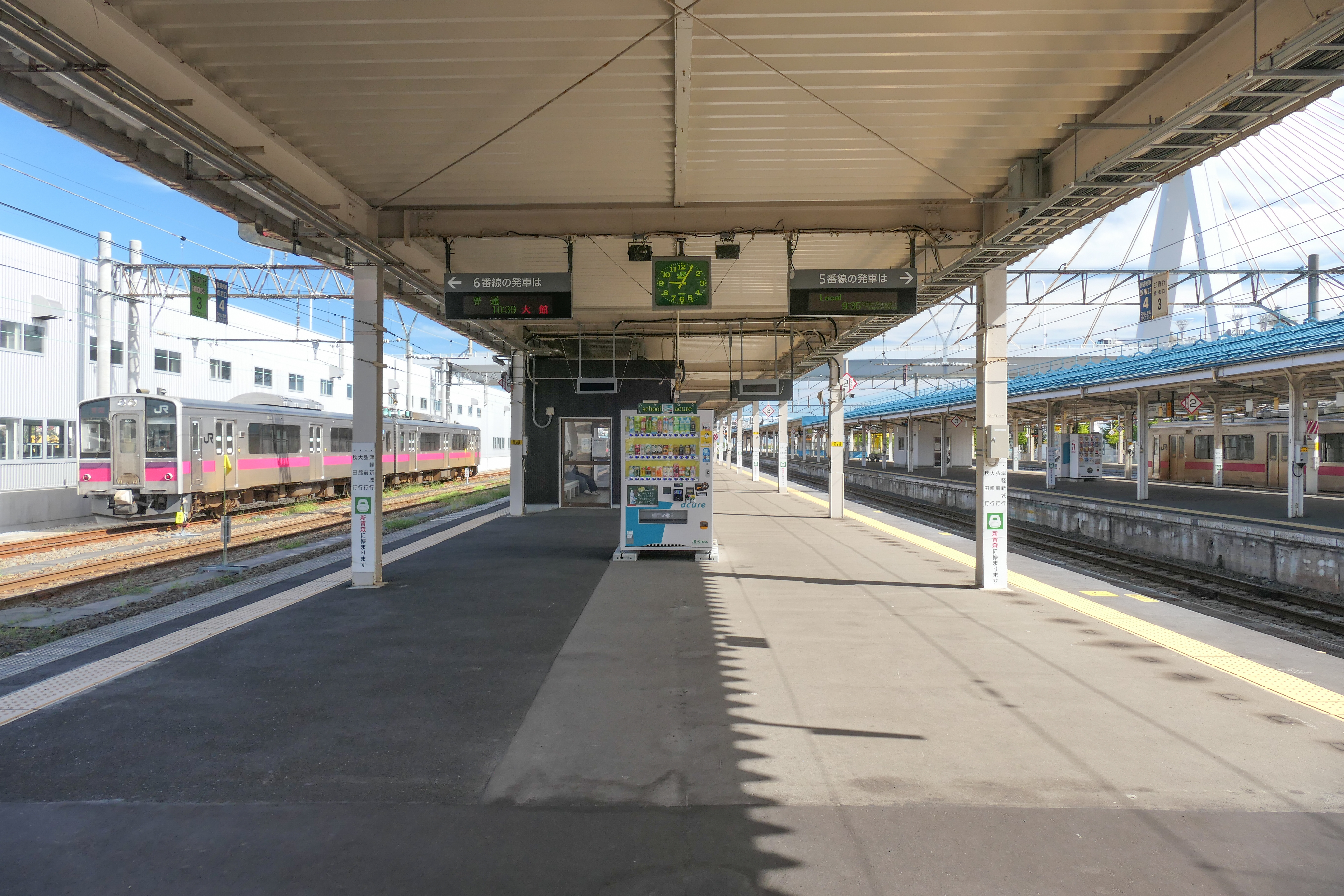
5・6番線ホーム（2022年9月）
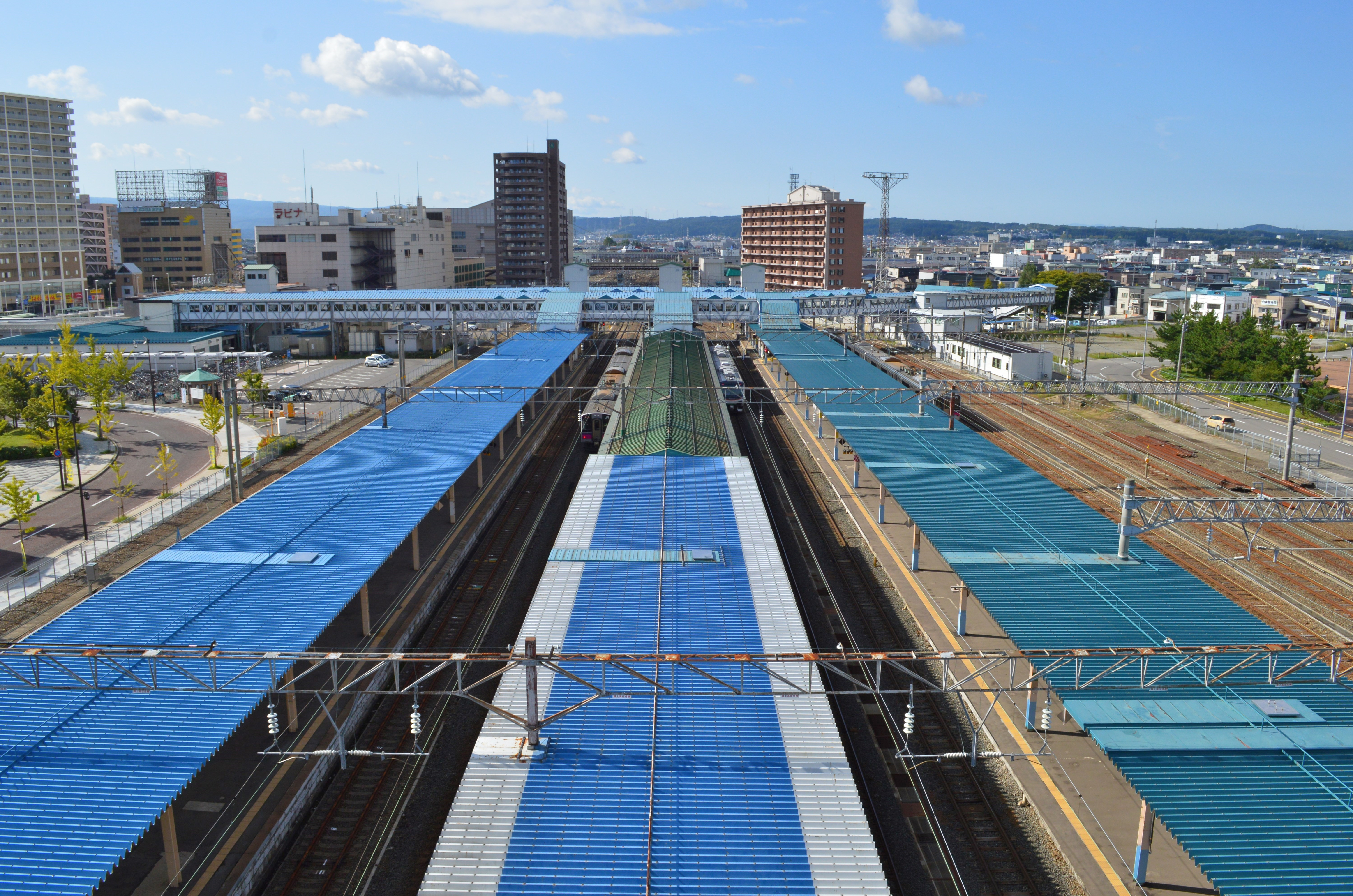
構内南部（青森ベイブリッジより） （2014年9月）
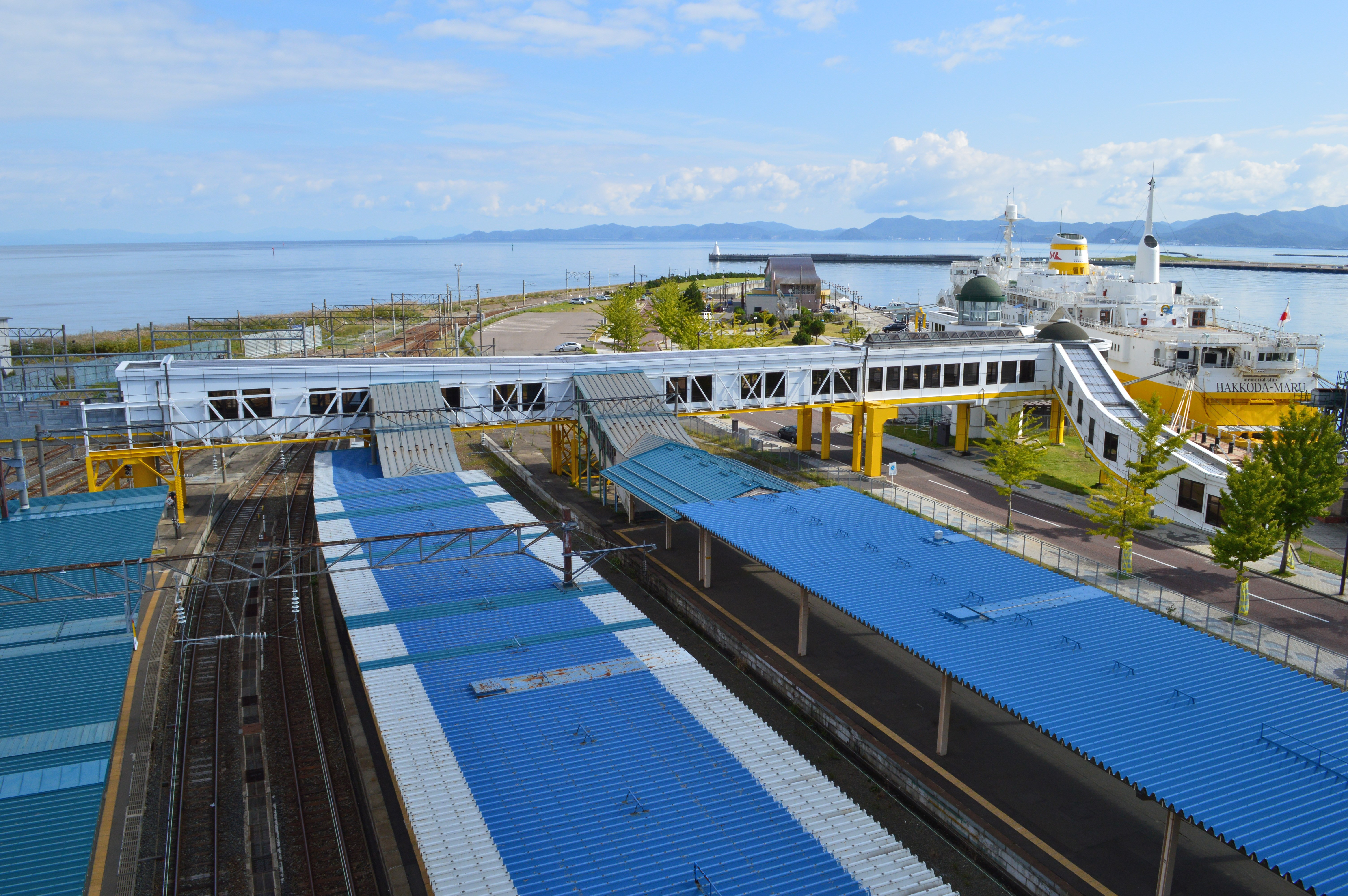
構内北部（青森ベイブリッジより、右端は八甲田丸） （2014年9月）

### 旧東口
青森駅舎（本屋）があり、2階にはJR青森駅の駅長室・内勤事務室とJR東日本盛岡支社・青森支店があった。

#### おもな施設
- JR東日本
  - 自動券売機
  - みどりの窓口・指定席券売機
  - びゅうプラザ
  - ビューアルッテ（みどりの窓口内）
- 青い森鉄道
  - 自動券売機
  - 出札窓口
- NewDays青森東口待合店
- ぐるっと遊
- ドトールコーヒーショップ青森駅店
- 駅の駅青森
- 駅なか食堂・つがる路

### 旧西口
JR東日本東北総合サービスに業務委託されていた。みどりの窓口、自動券売機が設置されていた。青い森鉄道の乗車券はJR自動券売機、窓口での発売となっていた。窓口で購入したものに関しては、マルスでの発行となるため、自動改札機の利用はできなかった。
西口改札から跨線橋に上がる手段は階段のみであり、エスカレーターは設置されていなかった。

## 駅弁
主な駅弁は下記の通り。
- 津軽海峡 海の宝船
- 比内地鶏の鶏めし
- 八戸小唄寿司
- 鶏めし弁当

## 利用状況
- JR東日本 - 2023年度（令和5年度）の1日平均乗車人員は5,556人[JR-P 1]である。長年、県内1位の乗車人員を維持している。
- 青い森鉄道 - 2019年度（令和元年度）の1日平均乗車人員は2,326人[県 1]である。2010年（平成22年）のJR東日本からの移管開業以来、近年大幅な増加傾向にある。
  - 当駅と筒井駅との間にある青森操車場跡地の青い森セントラルパークには、青い森鉄道の新駅（2025年〈令和7年〉ごろ予定、予想1日平均乗車人員1,392人）およびアリーナ（2024年度予定）[市 5]の設置が計画されている。

1935年度（昭和10年度）および2000年度（平成12年度）以降の推移は以下のとおりである。
| 1日平均乗車人員推移 | 1日平均乗車人員推移 | 1日平均乗車人員推移 | 1日平均乗車人員推移 | 1日平均乗車人員推移 | 1日平均乗車人員推移    |
| 年度                | JR東日本            | JR東日本            | JR東日本            | 青い森鉄道          | 出典                   |
| 年度                | 定期外              | 定期                | 合計                | 青い森鉄道          | 出典                   |
| ------------------- | ------------------- | ------------------- | ------------------- | ------------------- | ---------------------- |
| 1935年（昭和10年）  |                     |                     | 1,766               | 未開業              | [ 他 1 ]               |
| 2000年（平成12年）  |                     |                     | 8,649               | 未開業              | [ JR-P 2 ]             |
| 2001年（平成13年）  |                     |                     | 8,517               | 未開業              | [ JR-P 3 ]             |
| 2002年（平成14年）  |                     |                     | 8,646               | 未開業              | [ JR-P 4 ]             |
| 2003年（平成15年）  |                     |                     | 8,660               | 未開業              | [ JR-P 5 ]             |
| 2004年（平成16年）  |                     |                     | 8,380               | 未開業              | [ JR-P 6 ]             |
| 2005年（平成17年）  |                     |                     | 8,350               | 未開業              | [ JR-P 7 ]             |
| 2006年（平成18年）  |                     |                     | 8,348               | 未開業              | [ JR-P 8 ]             |
| 2007年（平成19年）  |                     |                     | 8,407               | 未開業              | [ JR-P 9 ]             |
| 2008年（平成20年）  |                     |                     | 8,173               | 未開業              | [ JR-P 10 ]            |
| 2009年（平成21年）  |                     |                     | 7,905               | 未開業              | [ JR-P 11 ]            |
| 2010年（平成22年）  |                     |                     | 7,246               |                     | [ JR-P 12 ]            |
| 2011年（平成23年）  |                     |                     | 6,462               | 1,565               | [ JR-P 13 ] [ 市-P 1 ] |
| 2012年（平成24年）  | 3,333               | 2,596               | 5,929               | 1,543               | [ JR-P 14 ] [ 市-P 1 ] |
| 2013年（平成25年）  | 3,015               | 2,669               | 5,684               | 1,626               | [ JR-P 15 ] [ 市-P 1 ] |
| 2014年（平成26年）  | 2,994               | 2,682               | 5,677               | 1,730               | [ JR-P 16 ] [ 市-P 1 ] |
| 2015年（平成27年）  | 3,054               | 2,727               | 5,781               | 1,767               | [ JR-P 17 ] [ 市-P 1 ] |
| 2016年（平成28年）  | 2,621               | 2,721               | 5,342               | 1,814               | [ JR-P 18 ] [ 市-P 1 ] |
| 2017年（平成29年）  | 2,553               | 2,760               | 5,313               |                     | [ JR-P 19 ]            |
| 2018年（平成30年）  | 2,564               | 2,832               | 5,397               | 2,428               | [ JR-P 20 ] [ 市-P 2 ] |
| 2019年（令和元年）  | 2,486               | 2,887               | 5,373               | 2,326               | [ JR-P 21 ] [ 県 1 ]   |
| 2020年（令和02年）  | 1,107               | 2,721               | 3,829               |                     | [ JR-P 22 ]            |
| 2021年（令和03年）  | 1,284               | 2,685               | 3,969               |                     | [ JR-P 23 ]            |
| 2022年（令和04年）  | 2,075               | 2,624               | 4,700               |                     | [ JR-P 24 ]            |
| 2023年（令和05年）  | 2,974               | 2,582               | 5,556               |                     | [ JR-P 1 ]             |

東北新幹線の新青森駅延伸開業後、青森駅の乗車人員は延伸開業前（2009年）の7,905人から2016年（平成28年）の7,156人まで一時減少した。
しかしその後、乗車人員は再び増加傾向となり、コロナ禍の影響が無かった2018年（平成30年）には7,825人（JR東日本5,397人／青い森鉄道2,428人）にまで持ち直し、新幹線開業前の水準にまで回復している。

## 駅周辺

### 東口
駅の東口一帯は、青森市の中心市街地である。

#### 駅前
- ラビナ、アンドラビナ（駅ビル）
- JR青森駅東口ビル
  - アンドラビナ（1 - 3階、駅ビル）
  - ウエルネスホテル「ReLabo」（4階・6階 - 10階）
  - 青森市民美術展示館（4階）
  - あおもり縄文ステーション じょもじょも（4階）
- 青森市観光交流情報センター
  - 青森市営バス青森駅前案内所
  - JRバス東北青森駅前きっぷうりば
- ホテルルートイン青森駅前
- 東横イン青森駅正面口
- 青森警察署青森駅前交番
- ミッドライフタワー青森駅前
- 青森市民ホール（リンクモア平安閣市民ホール）- 旧・ぱ・る・るプラザ青森
- JRバス東北青森支店

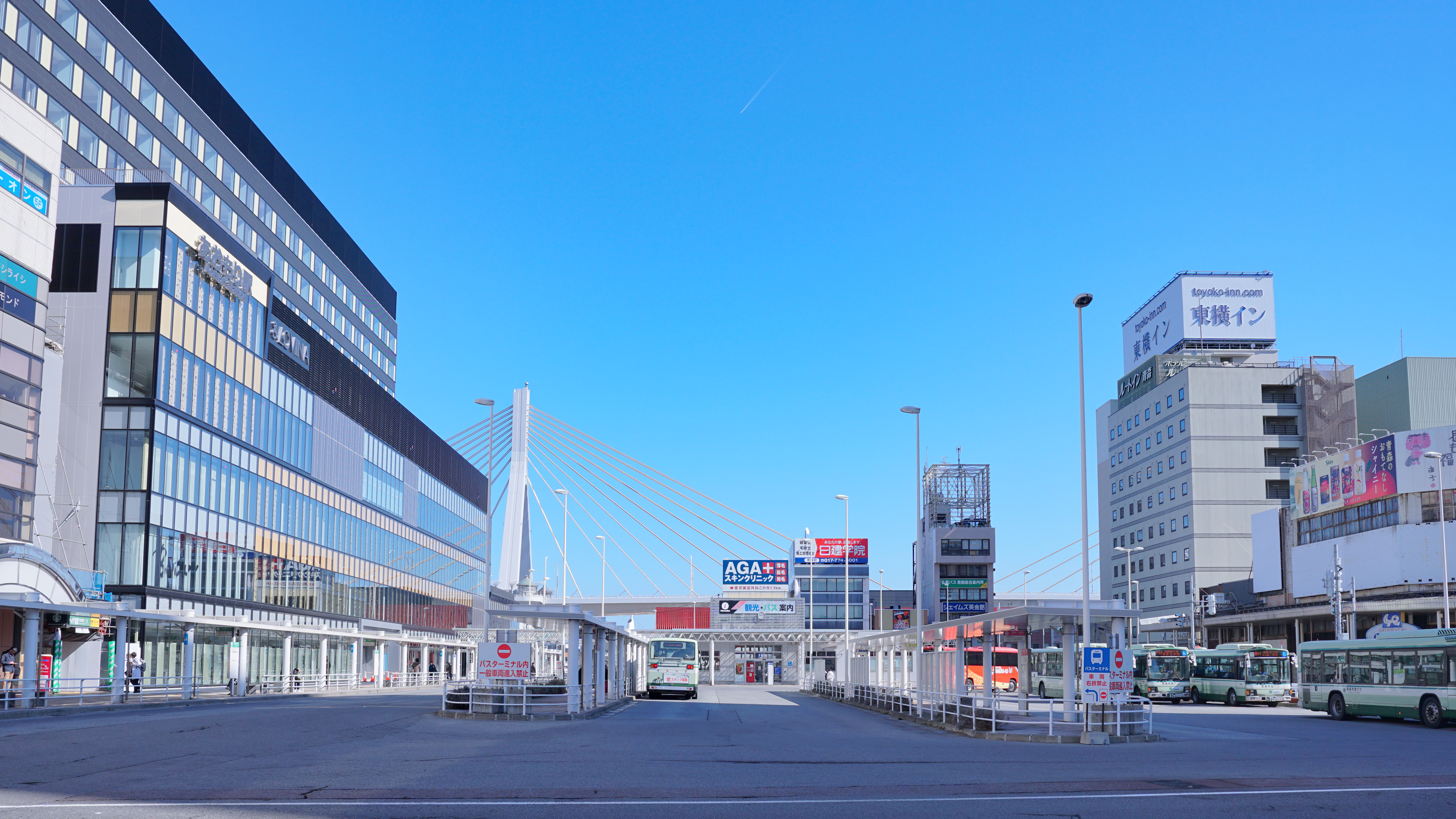
駅前広場
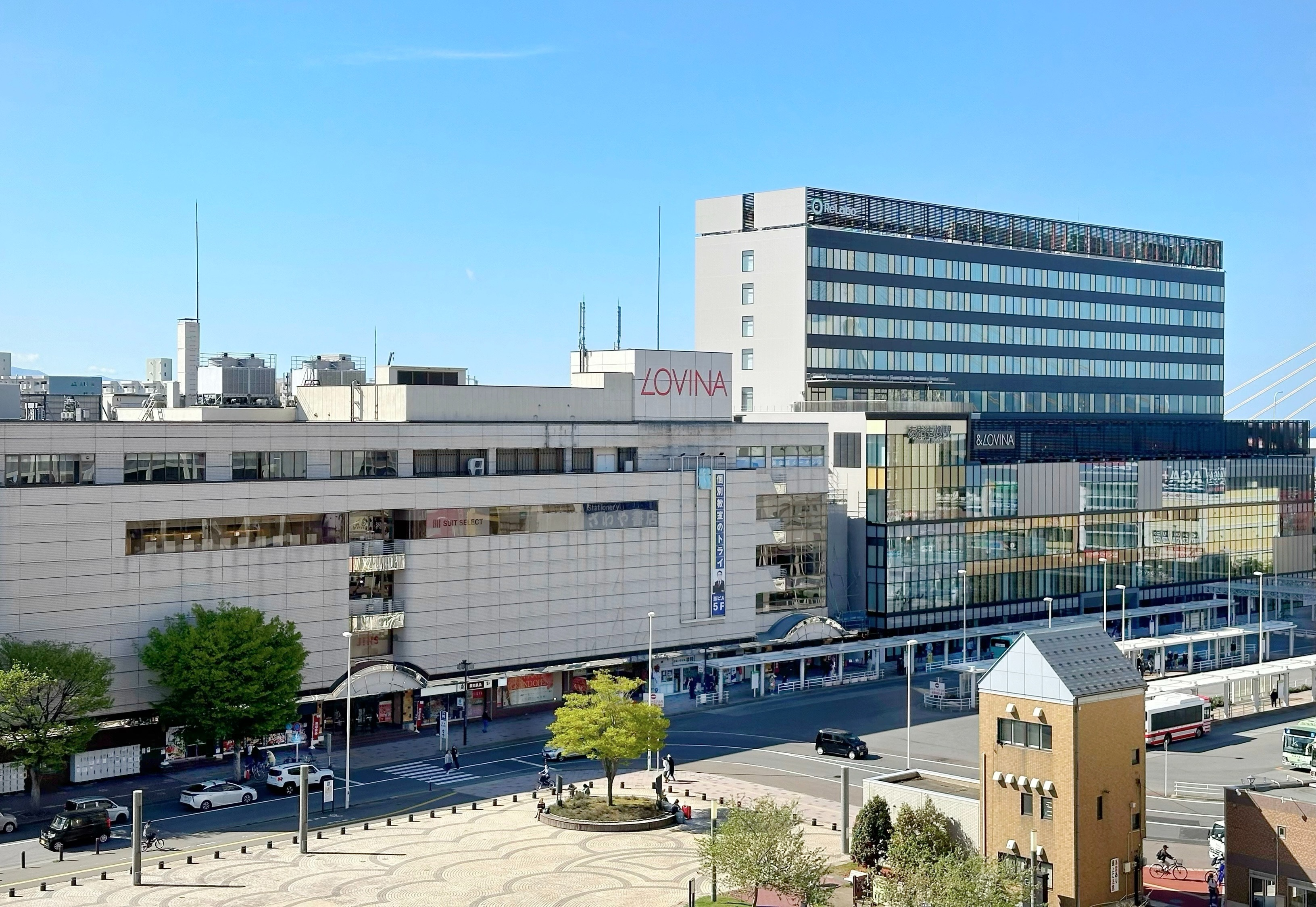
JR青森駅東口ビルとラビナ
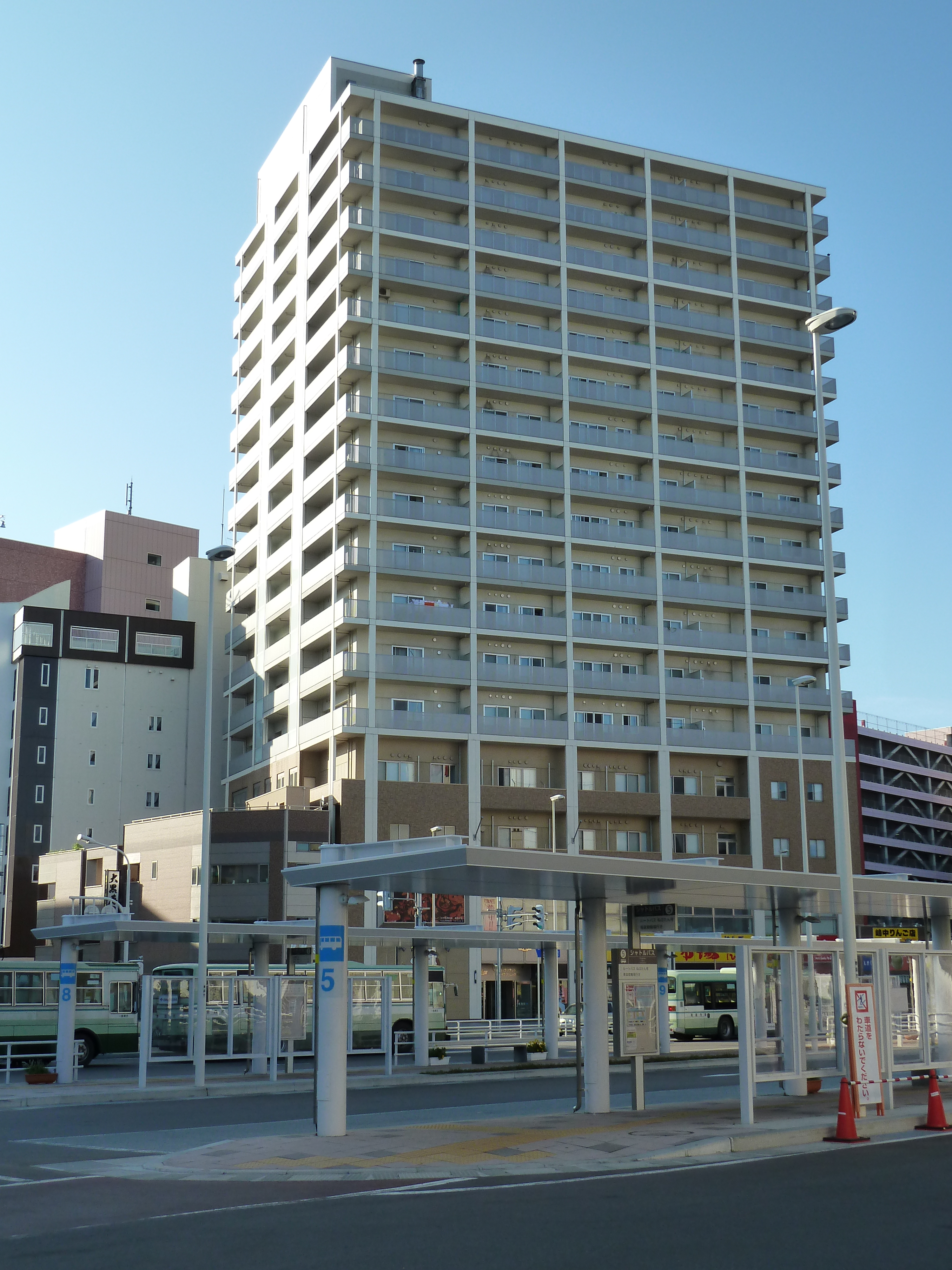
ミッドライフタワー青森駅前

#### 新町通り周辺

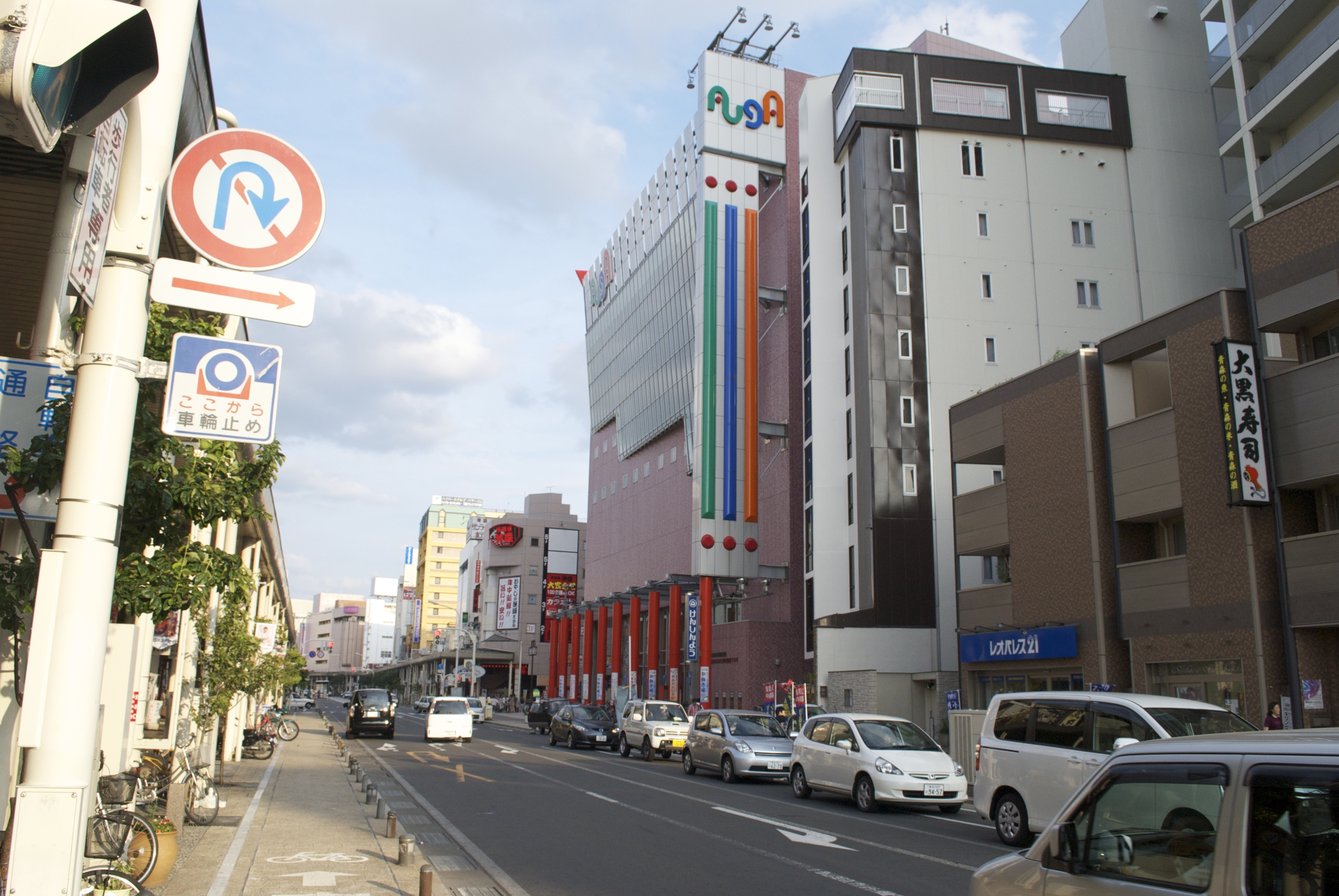
青森市役所駅前庁舎と新町通り

新町通りでは、毎年ゴールデンウィークに「AOMORI春フェスティバル」が開催される。
- 青森市役所駅前庁舎[市 6]（旧：フェスティバルシティアウガ）
  - 新鮮市場 - かつて青森駅前に存在した「市場団地」が実質的に移転したもの。
  - 青森県信用組合駅前支店
  - 青森市男女共同参画プラザ カダール
  - 青森市民図書館
  - 青森みちのく銀行青森市役所支店
- パサージュ広場
  - ハイパーホテルズパサージュ
- ウェディングプラザ・アラスカ
  - ホテルアベスト青森
- ホテルサンルート青森
- さくら野百貨店青森本店
- 青森みちのく銀行青森支店・青森古川支店
- みずほ銀行青森支店
- 秋田銀行青森支店
- 青森みちのく銀行新町支店
- 野村證券青森支店
- 大和証券青森支店

#### ニコニコ通り周辺
- 駅前公園地下駐車場
  - 青森駅前郵便局 - ぱ・る・るプラザ青森廃止に伴い、ぱ・る・るプラザ青森内郵便局を新町一丁目に移転して改称。
- 青森国際ホテル（2020年〈令和2年〉閉館）[新聞 13]
- THREE（旧中三青森本店）
- 青森県警察本部

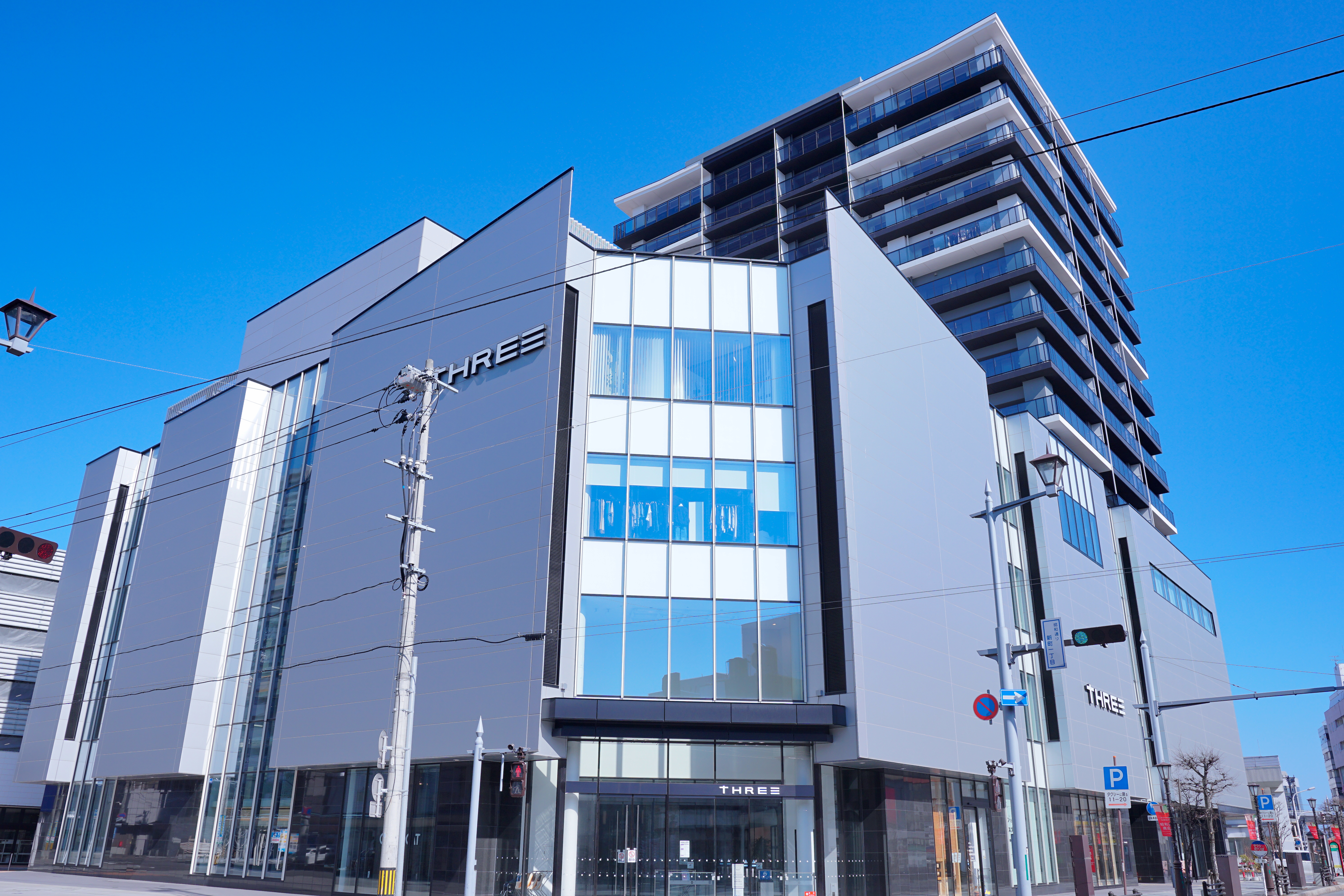
THREE
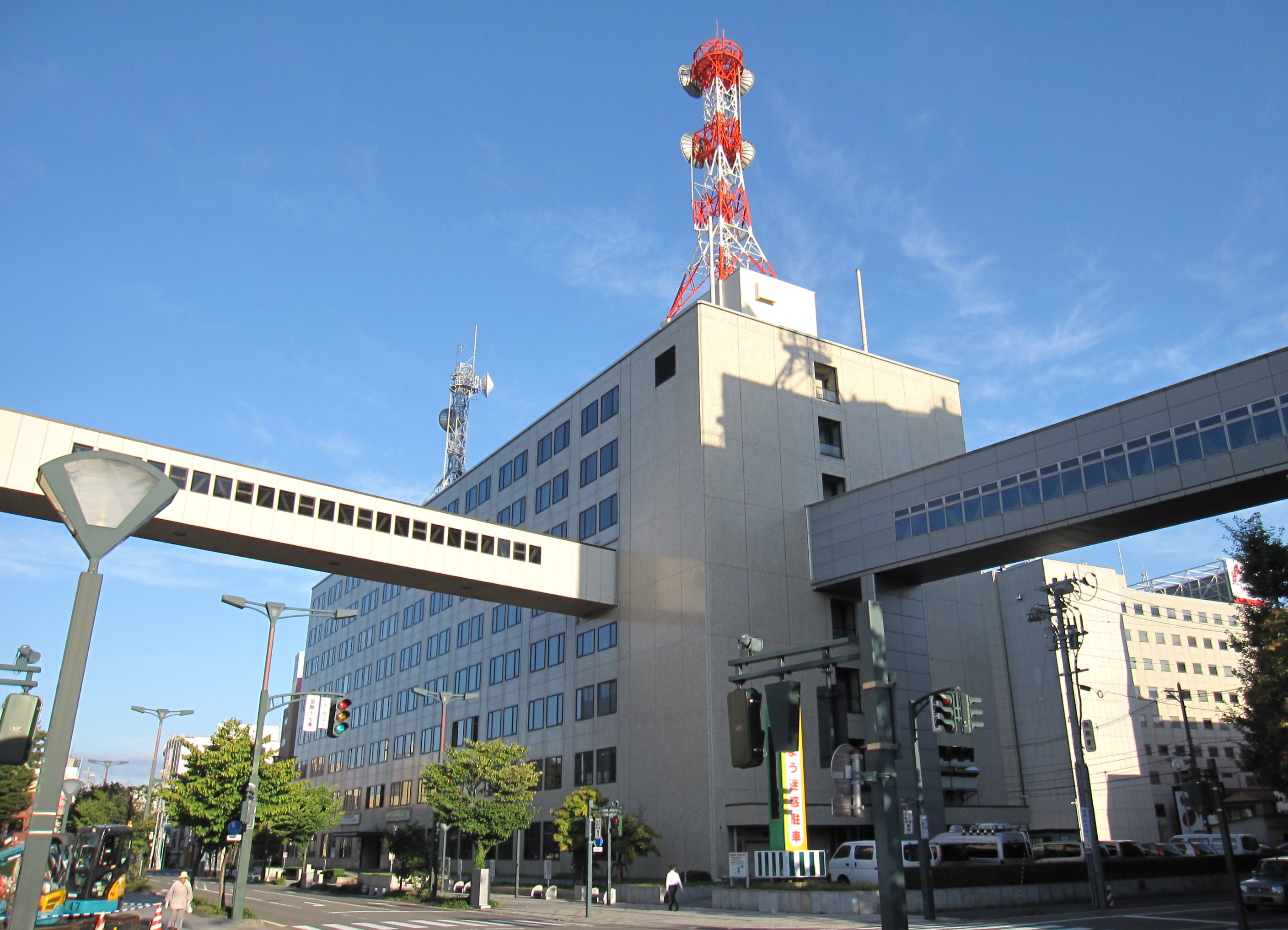
青森県警察本部

#### 安方通り周辺
- 青森ウォーターフロント
  - 青森ベイブリッジ
  - 青函連絡船メモリアルシップ八甲田丸
    - 津軽海峡・冬景色歌碑

  - A-FACTORY
  - あおもり駅前ビーチ（通称：A-BEACH）
  - ねぶたの家 ワ・ラッセ
  - 青森県観光物産館アスパム
- 青森競輪場場外車券売場（安方前売サービスセンター）
- ホテルJALシティ青森

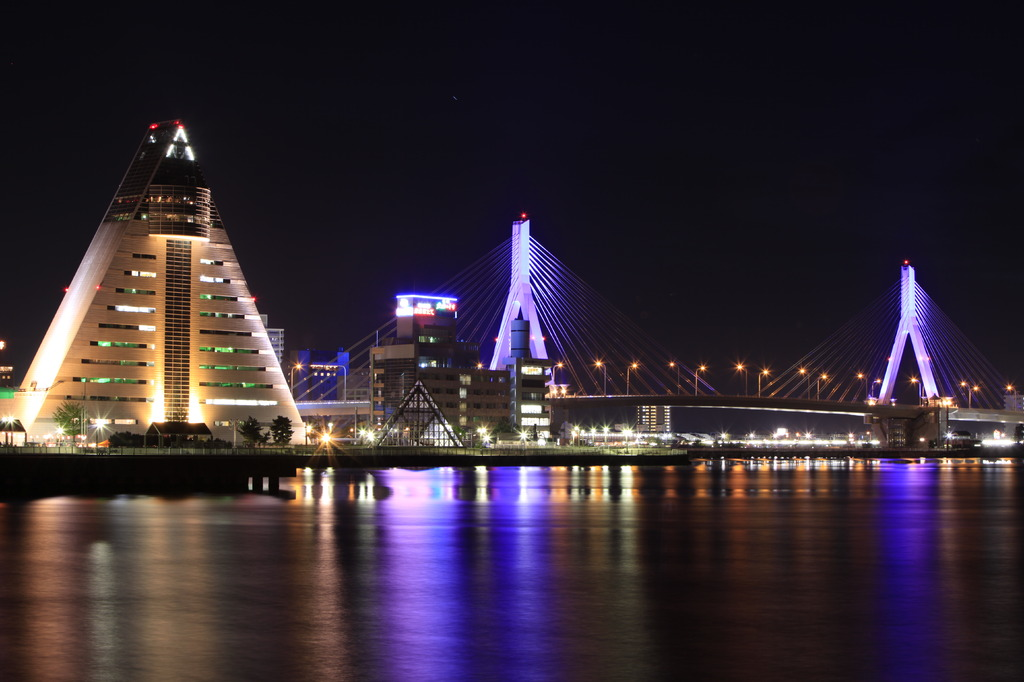
青森ウォーターフロントの夜景
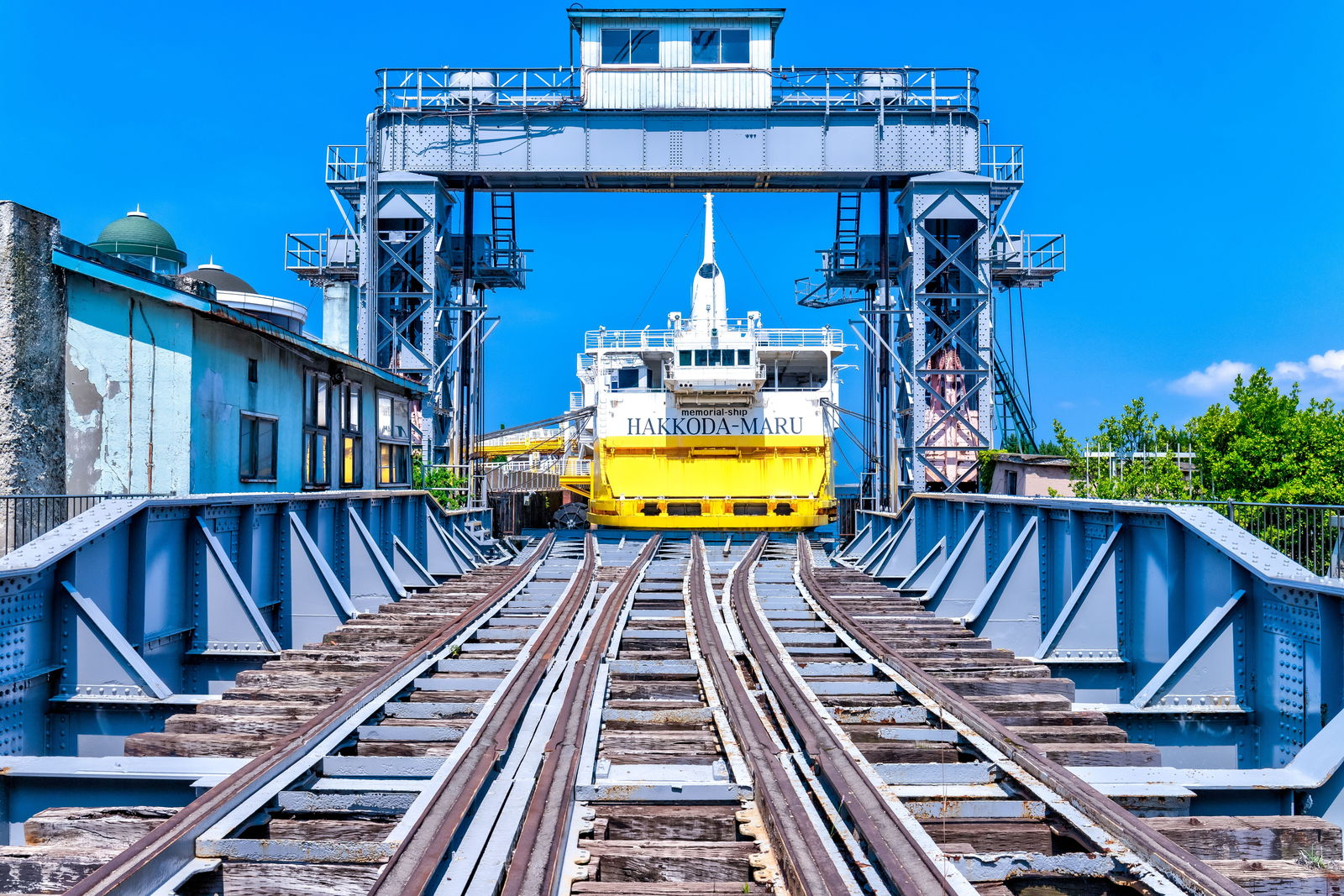
青函連絡船メモリアルシップ八甲田丸
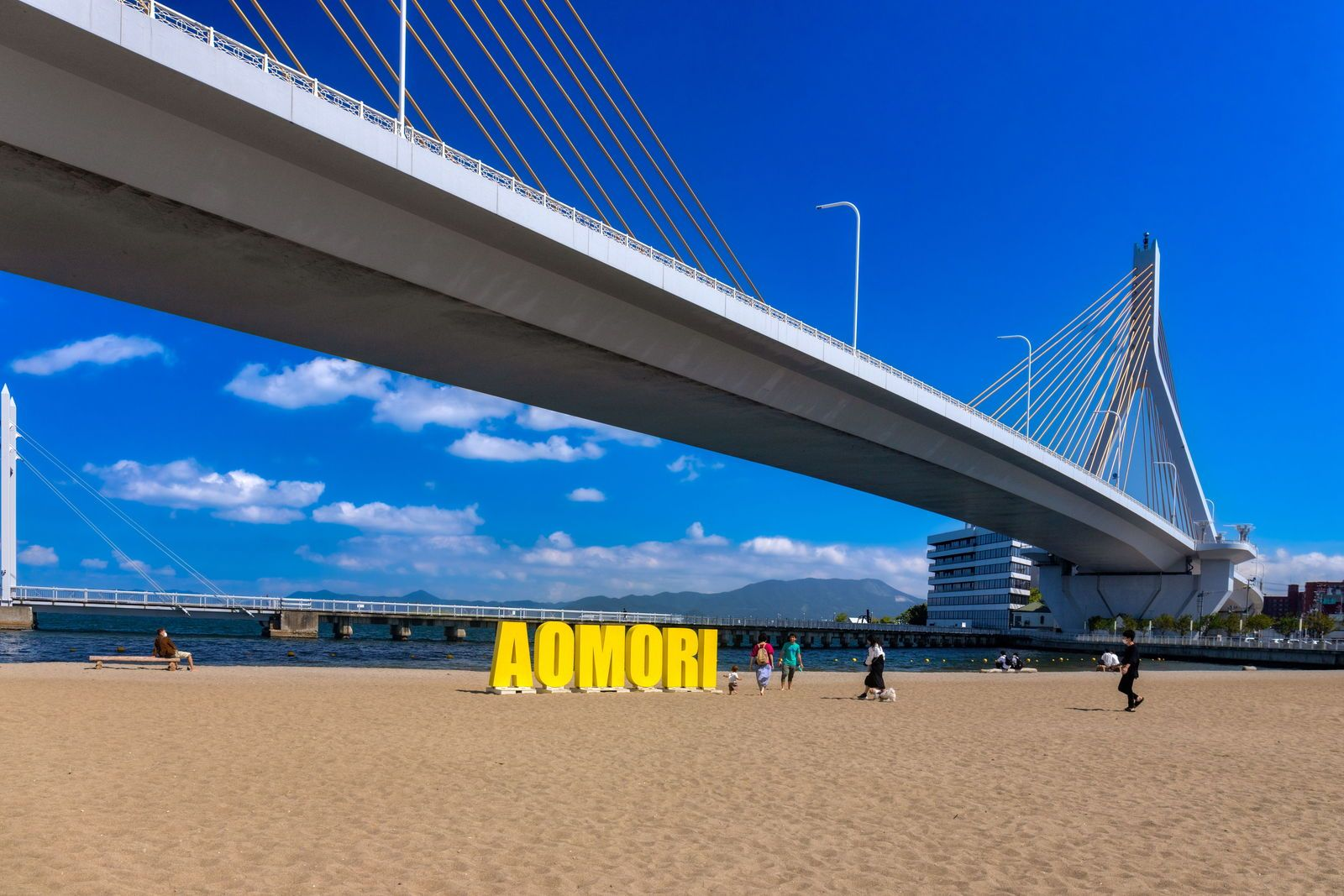
あおもり駅前ビーチ（A-BEACH）と青森ベイブリッジ

#### 国道4号・国道7号沿い

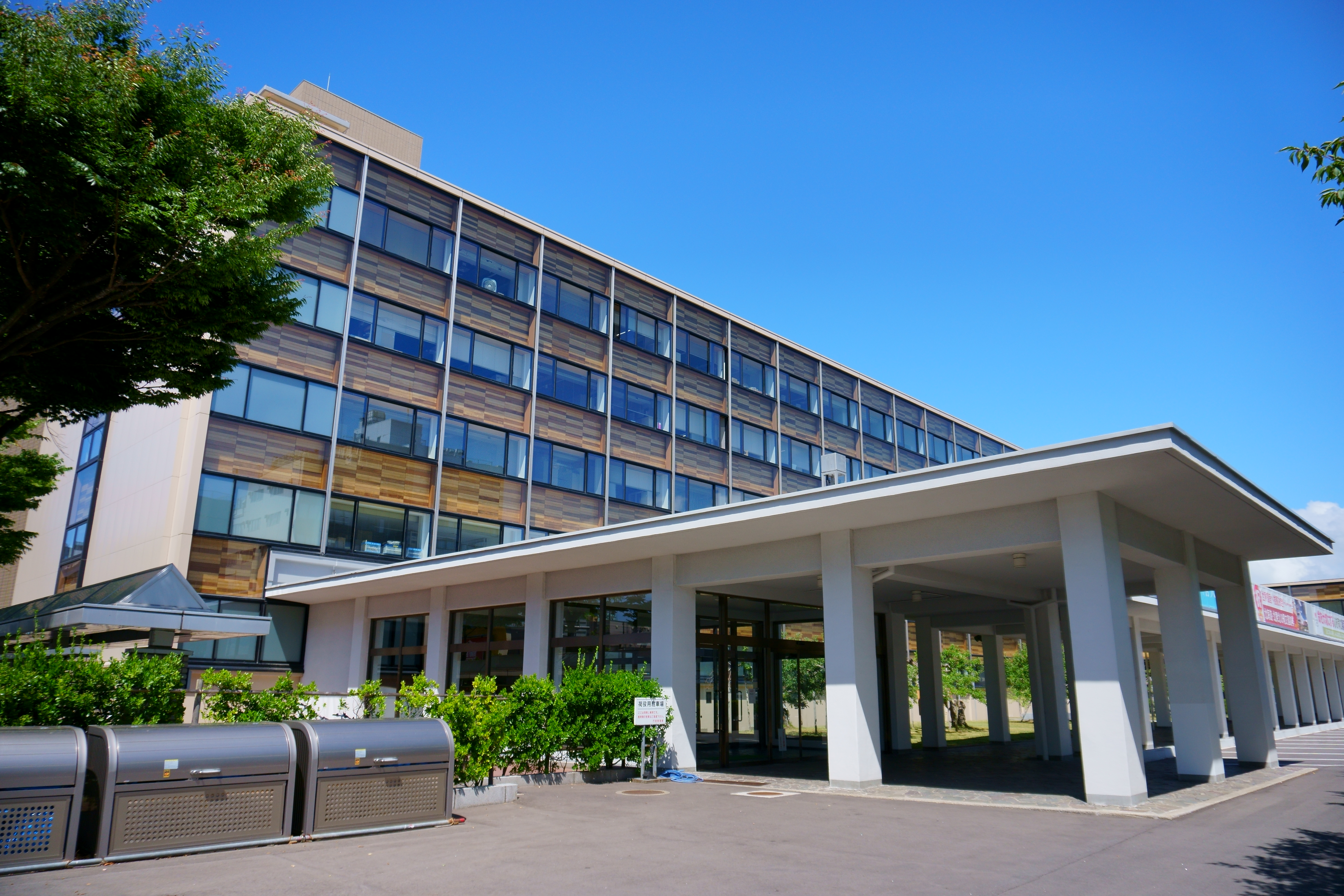
青森県庁舎
- 青森県警察本部
- 青森古川一郵便局
- 日本銀行青森支店
- 青い森信用金庫 古川支店
- 青森地域広域事務組合 中央消防署
- 岩手銀行青森支店
- 青森センターホテル
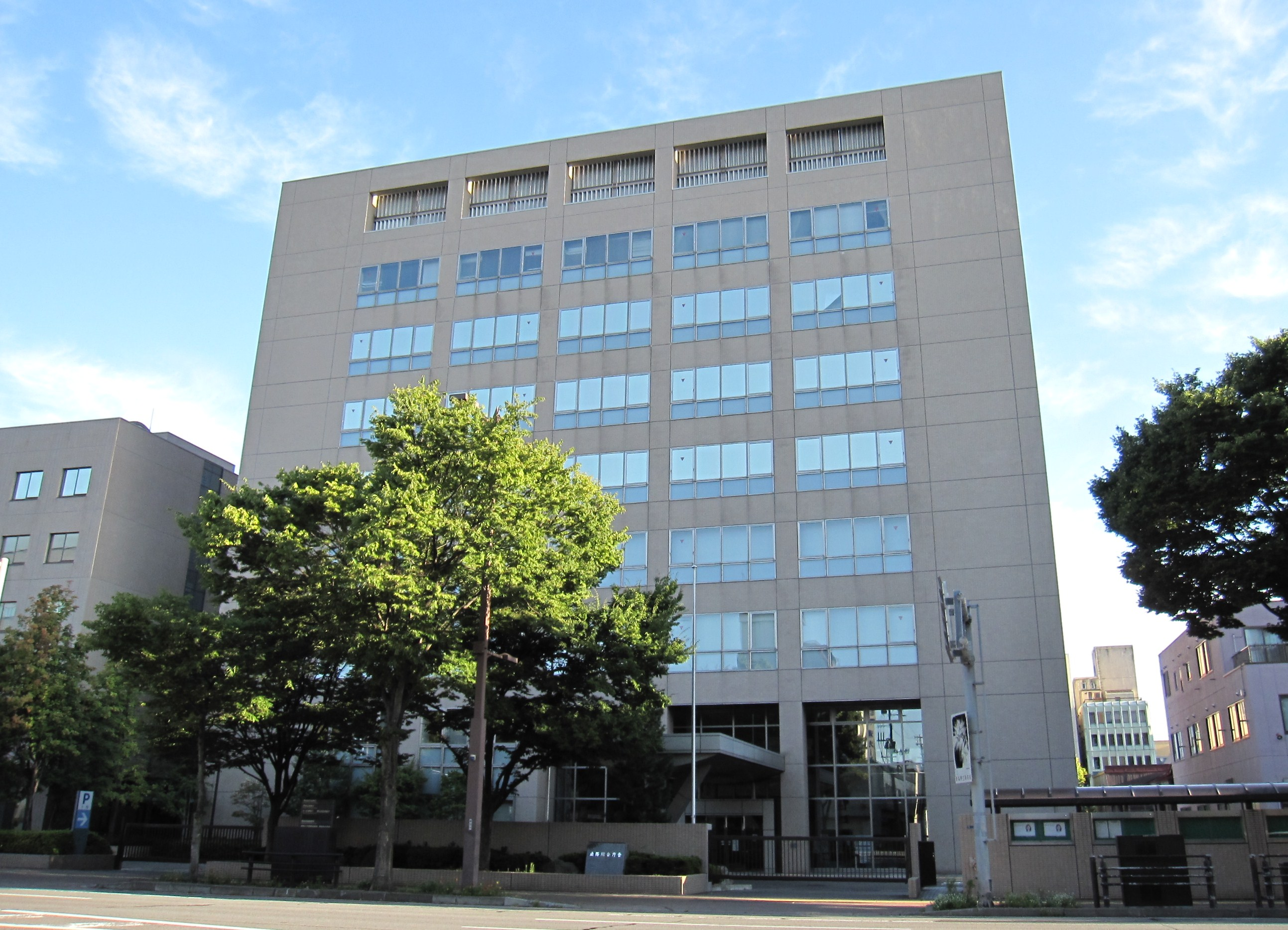
青森地方裁判所
- 青森地方検察庁
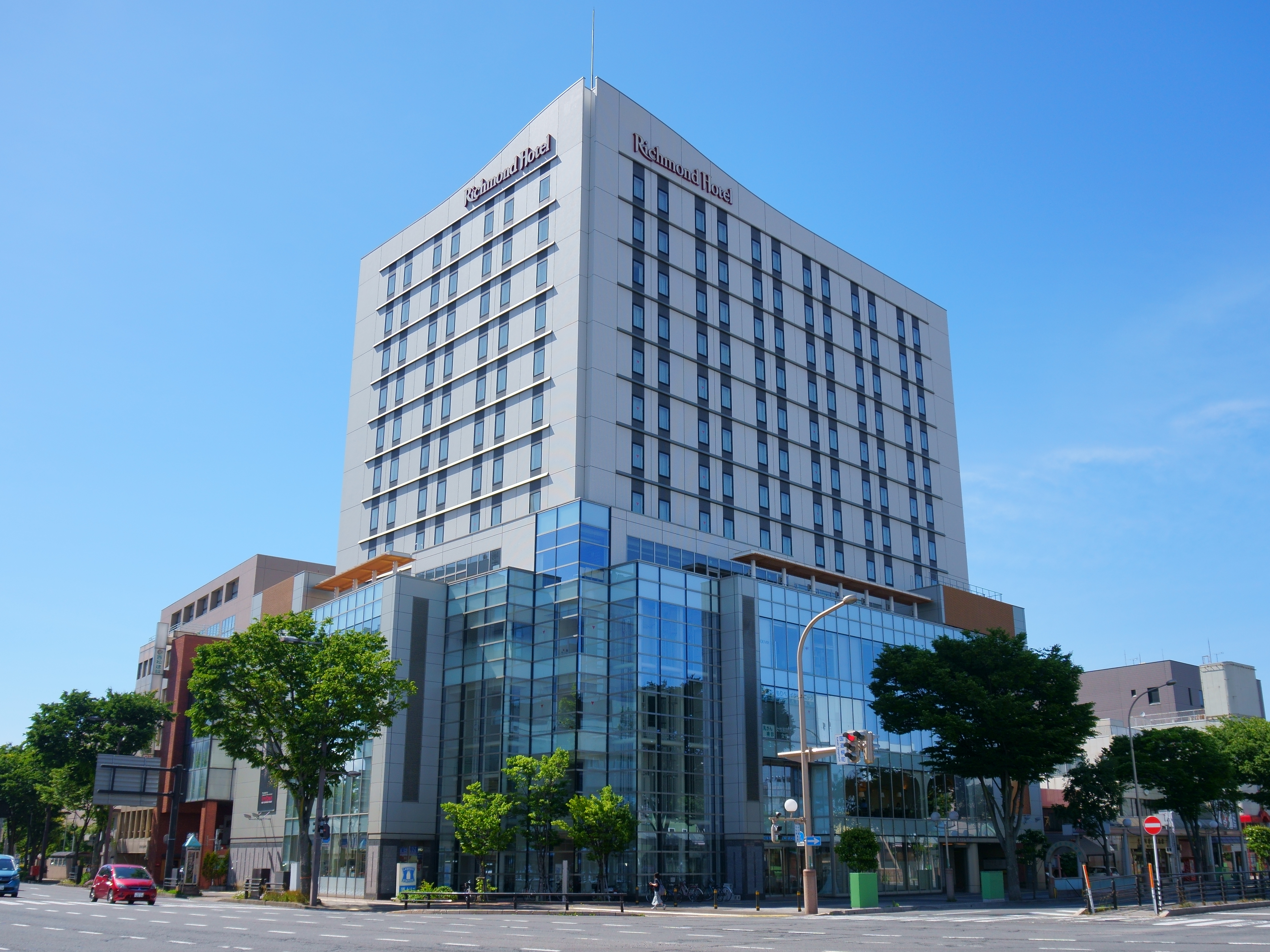
クロスタワー ア・ベイ
  - リッチモンドホテル青森

- 青森県庁舎
- 青森地方検察庁
- クロスタワー ア・ベイ

### 西口
- 国道280号
- 青森市役所柳川庁舎
- 青い森鉄道本社
- JR東日本青森総合事務所
  - JR東日本テレフォンセンター（JR東日本東北総合サービス委託）
- JR東日本クロスステーション盛岡支店青森営業所
- JR東日本メカトロニクス盛岡支店青森営業所
- ホテル台由
- 青森県民生協アカシア館
- 青森市森林博物館
  - 津軽森林鉄道展示、森林鉄道保存館（ディーゼル機関車、運材貨車、客車）
- ユニバース沖館店

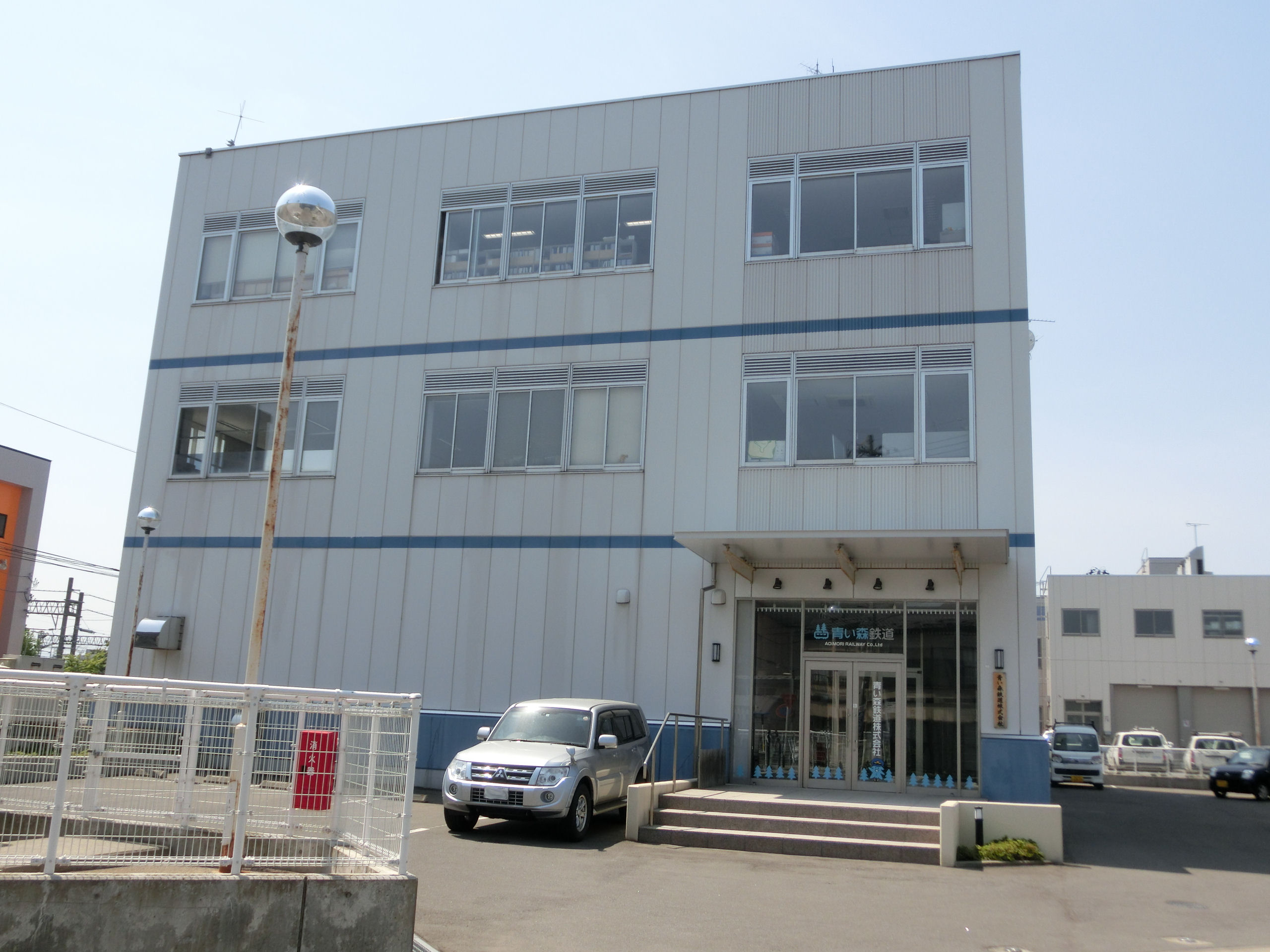
青い森鉄道本社
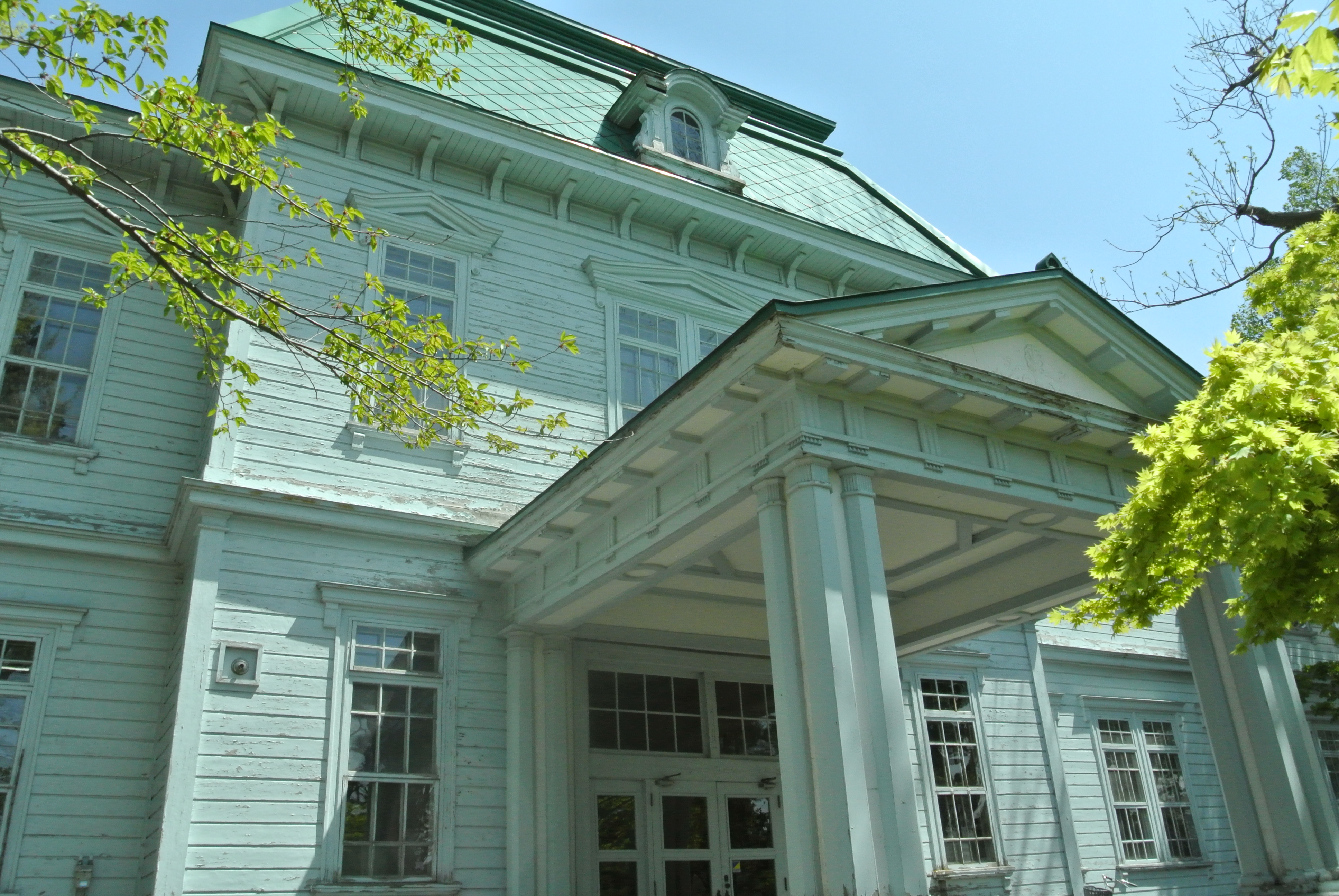
青森市森林博物館

## バス路線

### 東口
2022年（令和4年）9月現在（一部除く）。
| のりば | 運行事業者                             | 系統・行先 |
| ------ | -------------------------------------- | --- |
| 1      | JRバス東北                             | 横内線：モヤヒルズ |
| 2      | 青森市営バス                           | - 造道・八重田線・小柳線：東部営業所／上築木館 - 浅虫温泉駅・浅虫水族館前 - 東バイパス線：東部営業所 |
| 2      | 八洲交通 （青森市市バス）              | - 青柳線：県立中央病院前 - 矢田・滝沢線：上滝沢 |
| 3      | 青森市営バス                           | - 横内環状：中筒井方面（右回り） - 中央大橋線：幸畑団地 - 中筒井線：流通団地／観光りんご園前・緑寿の里／桑原・昭和大仏 - 明の星通り線：戸山団地／沢山 - 小柳線：小柳団地方面 |
| 4      | 青森市営バス                           | - 観光通り線：市民病院／第二問屋町／学校教育センター／浜田循環（右回り）／南部工業団地 - 荒川線：青森朝日放送 - 青森公立大学線：青森公立大学前 - モヤヒルズ線：モヤヒルズ - 横内環状線：八甲田大橋方面（左回り） - 浪館・中央循環：中央大橋・浪館方面（右回り）                                                                            |
| 5      | 青森市営バス                           | （降車専用） |
| 6      | 青森市営バス                           | - 石江・新城線：西部営業所 - 県立美術館線：運転免許センター前 - 浪館通り線：慈恵会病院／青森変電所 - 浪館・中央循環線：浪館・中央大橋方面（左回り） - 沖館・新田線：野木和団地／後潟 - 旭町通り線：南高校／青森朝日放送／青森公立大学／南部工業団地 - 浜田循環線：浜田循環（左回り） - 八甲田霊園線：八甲田霊園 - 観光通り線：スケート場前 |
| 6      | 青森観光バス （青森市市バス）          | 高田線：高田中学校 |
| 6      | 弘南バス （青森市市バス）              | 浪岡線：浪岡駅前／道の駅なみおか |
| 7      | 青森観光バス                           | シャトルバス：青森競輪場 |
| 8      | JRバス東北                             | ドリーム青森／盛岡・東京号：東京駅（日本橋口）／東京ディズニーランド(R) |
| 8      | - 弘南バス - 十和田観光電鉄 - 宮城交通 | ブルーシティ号：仙台駅前 |
| 9      | 弘南バス                               | - マエダ100円バス：ガーラタウン - 五所川原線：五所川原駅 - 黒石線：黒石駅 - 青森線：青森矢田前 - ノクターン・ネオ号：バスタ新宿・東京駅（日本橋口） - パンダ号：上野駅前 - パンダ号：バスタ新宿 |
| 9      | - 弘南バス - 岩手県北バス              | あすなろ号：盛岡駅西口 |
| 10     | 十和田観光電鉄                         | 十和田市線：十和田市（三本木営業所）・新青森駅 |
| 10     | 下北交通                               | 青森線：野辺地駅前・むつバスターミナル |
| 10     | 岩手県北自動車南部支社 （南部バス）    | MICHINORI EXPRESS：バスタ新宿・東京ディズニーシー |
| 10     | ジャムジャムエクスプレス               | JAMJAMライナー：大宮駅・バスタ新宿・東京テレポート駅 |
| 10     | 桜交通                                 | キラキラ号：バスタ新宿・桜木町駅 |
| 10     | オー・ティー・ビー                     | オリオンバス：東京駅（バスターミナル東京八重洲） |
| 11     | JRバス東北                             | - 十和田北線：酸ヶ湯温泉・十和田湖 - 青森空港線：青森空港 |

備考
- 2010年（平成22年）12月4日に新バスプールが完成し、運用を開始した。従来事業所ごとに分散していたのりばが集約された。集約前の状況は以下のとおり。
  - 弘南バス・下北交通停留所は駅前交番付近に設置していたが、駅前広場工事に伴い、市営バス降車場と下北交通停留所は駅前交番付近、市営バス八甲田丸行乗り場と弘南バス停留所はラビナ前へとそれぞれ配置換えされていた。
  - 十和田観光電鉄バス停留所は小田島ビル前（旧・十鉄青森総合案内所前）に設置していた。

### 西口
- 青森市営バス
  - 野木和団地線：野木和団地
- 青森観光バス
  - あおもりシャトルdeルートバス「ねぶたん号」[市 4]：三内丸山遺跡／棟方志功記念館
- 青森観光バス（青森市市バス）
  - 孫内線[市 4]：孫内
  - 岡町線[市 4]：岡町・西部営業所

## 東北新幹線新青森開業に向けた取り組み
2010年（平成22年）の東北新幹線の新青森駅延伸で、既存の中心街が衰退することを防ぐため、青森市などによる青森駅前再開発が進められた。再開発の一環として「アウガ」、「ミッドライフタワー」、「青森駅前公園」が整備された。
駅前のバスターミナルは、バスプールの集約化、バス・タクシー・自家用車の車の流れを区分する工事、「青森市観光交流情報センター」の開業、駅舎前シェルターの取り付け工事、駅前駐車場の整備、文化観光交流施設「ねぶたの家 ワ・ラッセ」の開業とそれに伴うJRバスのバスプールの移設といった大規模な改良が行われた。
駅構内も、みどりの窓口やびゅうプラザの改修、旧待合室跡地への青い森鉄道の窓口の整備、駅舎外にあったNEWDAYSやドトールコーヒーショップを駅舎内に移転させるなどの大規模な改修工事が行われた。

### 料金特例
東北新幹線新青森開業時より、当駅 - 新青森駅間においては、特急列車の普通車自由席および普通・快速列車の全車指定席列車であっても、空席に乗車する場合に限って特急料金・座席指定料金が不要となる特例が設けられている。2021年（令和3年）11月現在では特急「つがる」3往復と、臨時快速「リゾートしらかみ」「五能線クルージングトレイン」などで適用される。

## 駅舎の改築
青森市市長を務めていた佐々木誠造は青森駅の改築に伴い青森市役所の窓口機能を青森駅に移転する計画を模索しており、調査費も2009年度（平成21年度）の青森市の予算に組み込まれていたが、2009年（平成21年）の市長選挙で鹿内博が勝利し市長に就任したため白紙撤回となった。
2011年（平成23年）には駅舎の老朽化に伴い、東正面口に公共公益施設を含む複合施設を整備、東西自由通路の整備をする計画を青森市が提案し、JR側も協力姿勢を示していた。
その後、2016年（平成28年）になって県・市・JRが「青森駅周辺整備事業」の基本協定を締結。2018年（平成30年）6月には県・市・商工会議所・JRが「青森駅周辺のまちづくりに関する連携協定」を、同年7月には県・市・JRが「青森駅自由通路整備等に関する工事の施行協定」をそれぞれ締結し、同年11月に着工した。総事業費は95億8千万円で、橋上駅舎と東西自由通路に関しては2021年（令和3年）3月27日に供用開始されている。
4代目駅舎は2021年（令和3年）4月から解体工事が始まり、同年9月より西口駅前広場の整備に着手し、翌年度に整備が完了した。また前述の通り、4代目駅舎の解体後の跡地には商業施設やホテル、行政施設が入る10階建ての複合施設が建設された。これらの施設は「JR青森駅東口ビル」として、2024年（令和6年）4月26日に商業施設「&ラビナ」と行政施設「青森市民美術展示館」「あおもり縄文ステーション じょもじょも」、同年7月11日にホテル「ReLabo」が開業し、全面オープンした。なお、先行して「JR青森駅東口ビル」内の自由通路は2024年（令和6年）3月30日に供用開始されている。
同時に、4代目駅舎に取りつけられていた「あおもり駅」の文字看板は駅舎の解体の際に撤去された後、状態が比較的よかった「駅」の文字をJR東日本青森営業統括センターにて修復し、2022年（令和4年）10月のイベントで展示するなど活用している。

### 4代目駅舎の営業終了に向けたイベント
前述の通り、橋上駅舎と東西自由通路の供用が開始されることから、JR東日本盛岡支社によって、4代目駅舎の思い出を作ることを目的とするイベントが実施されていた。
まず、第1弾として、2020年（令和2年）12月1日 - 2021年（令和3年）1月10日に、4代目駅舎の外観や構内などと家族・友人を映した写真の募集が行われ、東口待合室内にて、2021年（令和3年）2月1日 - 3月末に写真が展示されていた。次に、第2弾として、2021年（令和3年）1月9日 - 3月末に、現駅舎や歴史を掛け紙にデザインした新作駅弁「んろぉ めぇ～どごだげ弁当」が発売されている。そして、第3弾として、現駅舎や青森市の文化や歴史に関連するクイズ（2021年〈令和3年〉2月20日 - 3月31日実施）のほか、青森県立青森北高等学校美術部員や青森市の造形教室「CoBaCo（コバコ）」の生徒らによる旧駅舎の壁や柱に彩色を施す「エキナカアート」（アート制作：2021年〈令和3年〉2月20日 - 3月5日実施、アート展示：2021年〈令和3年〉3月6日 - 3月26日実施）が行われていた。

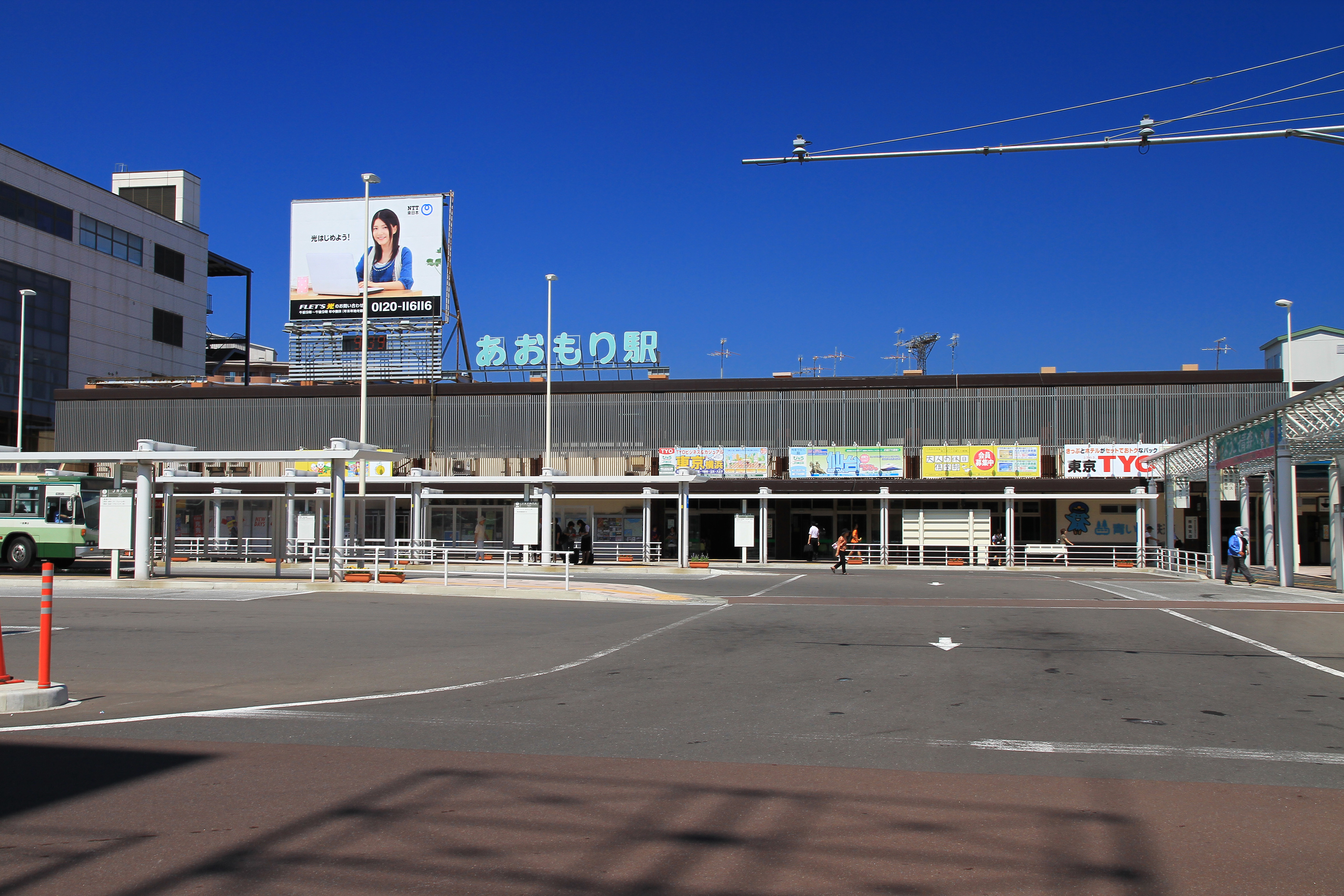
4代目駅舎（東口）と東口広場（2011年7月）
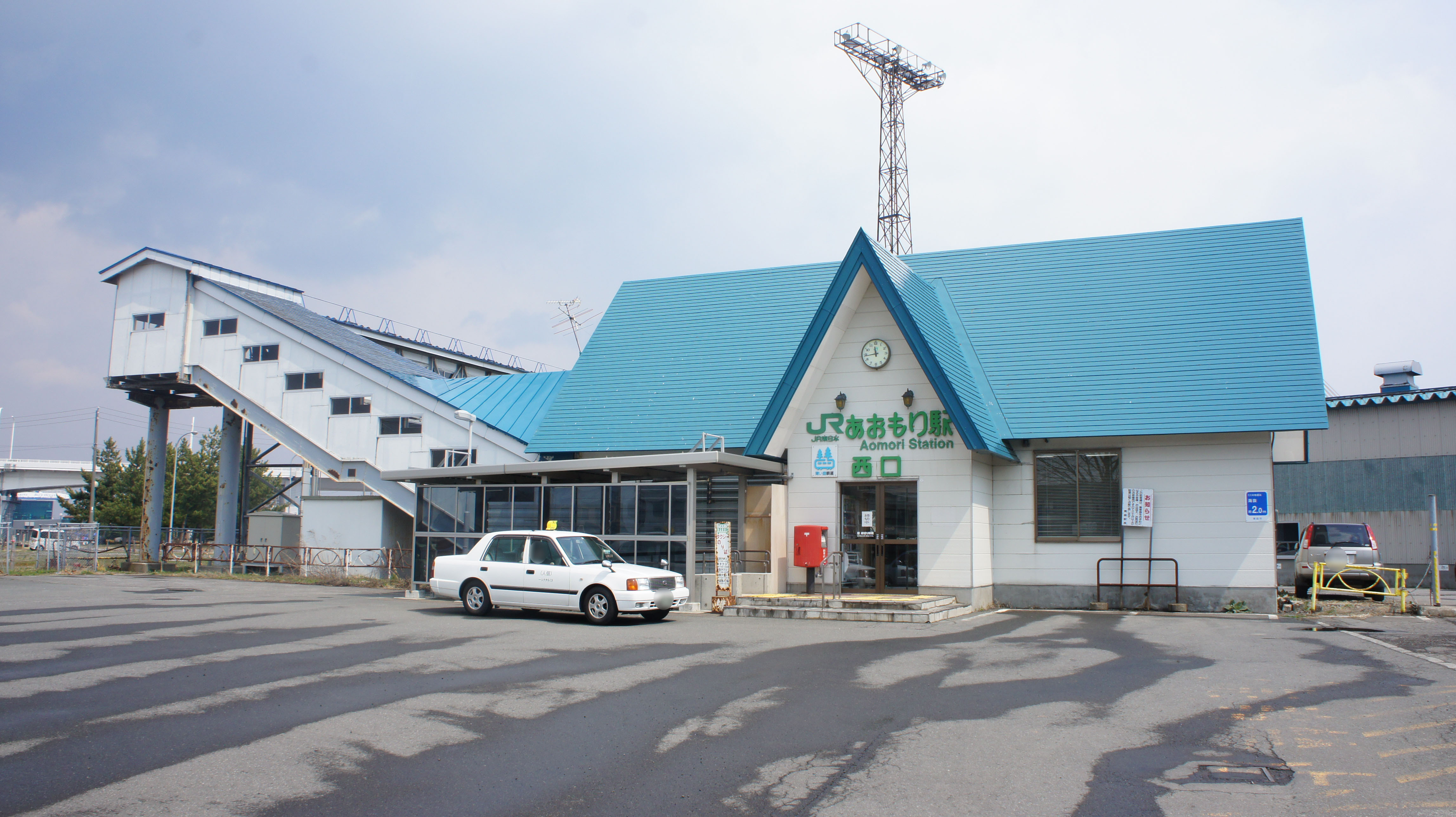
旧西口駅舎（2018年4月）
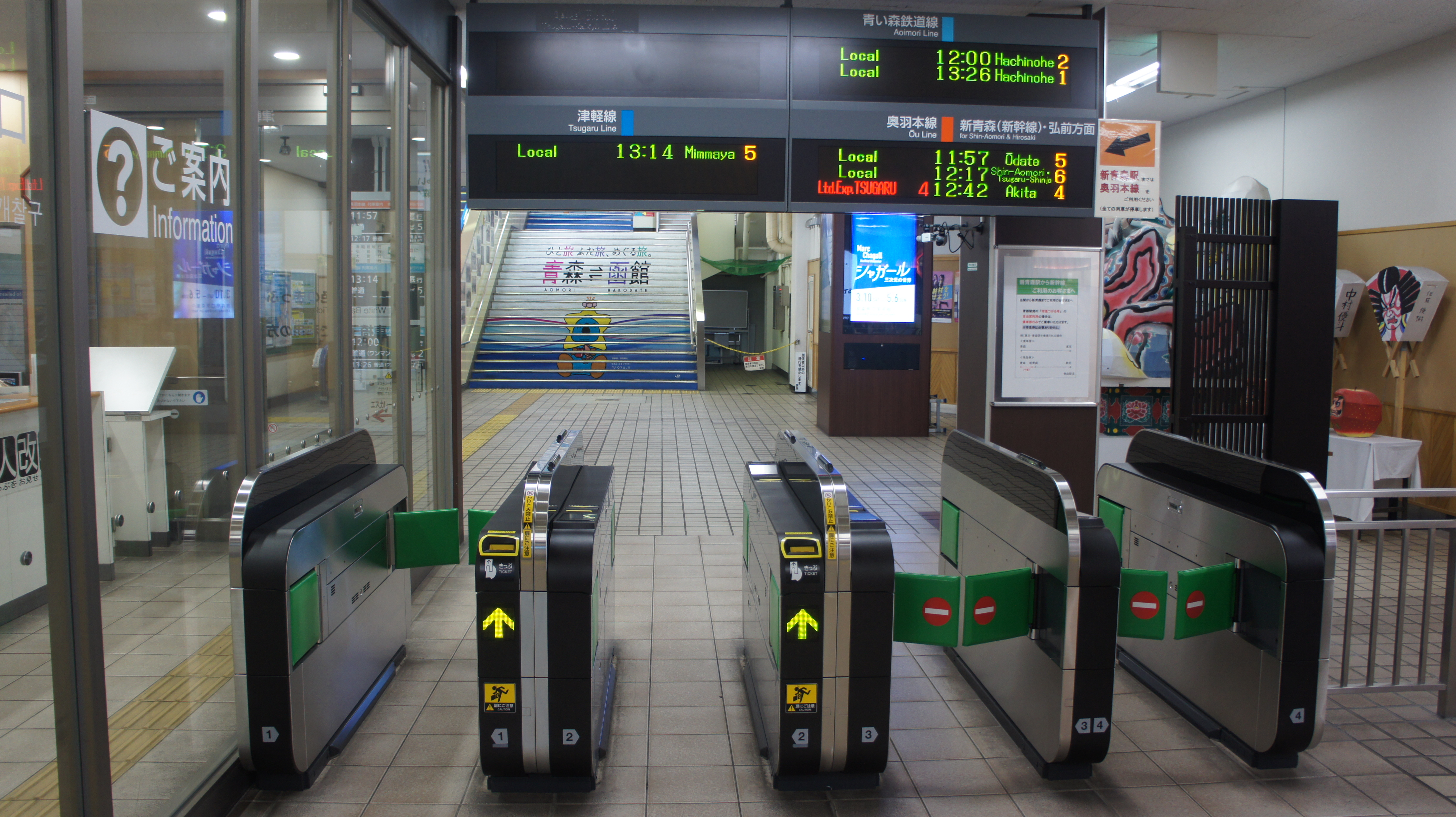
旧東口改札（2018年4月）
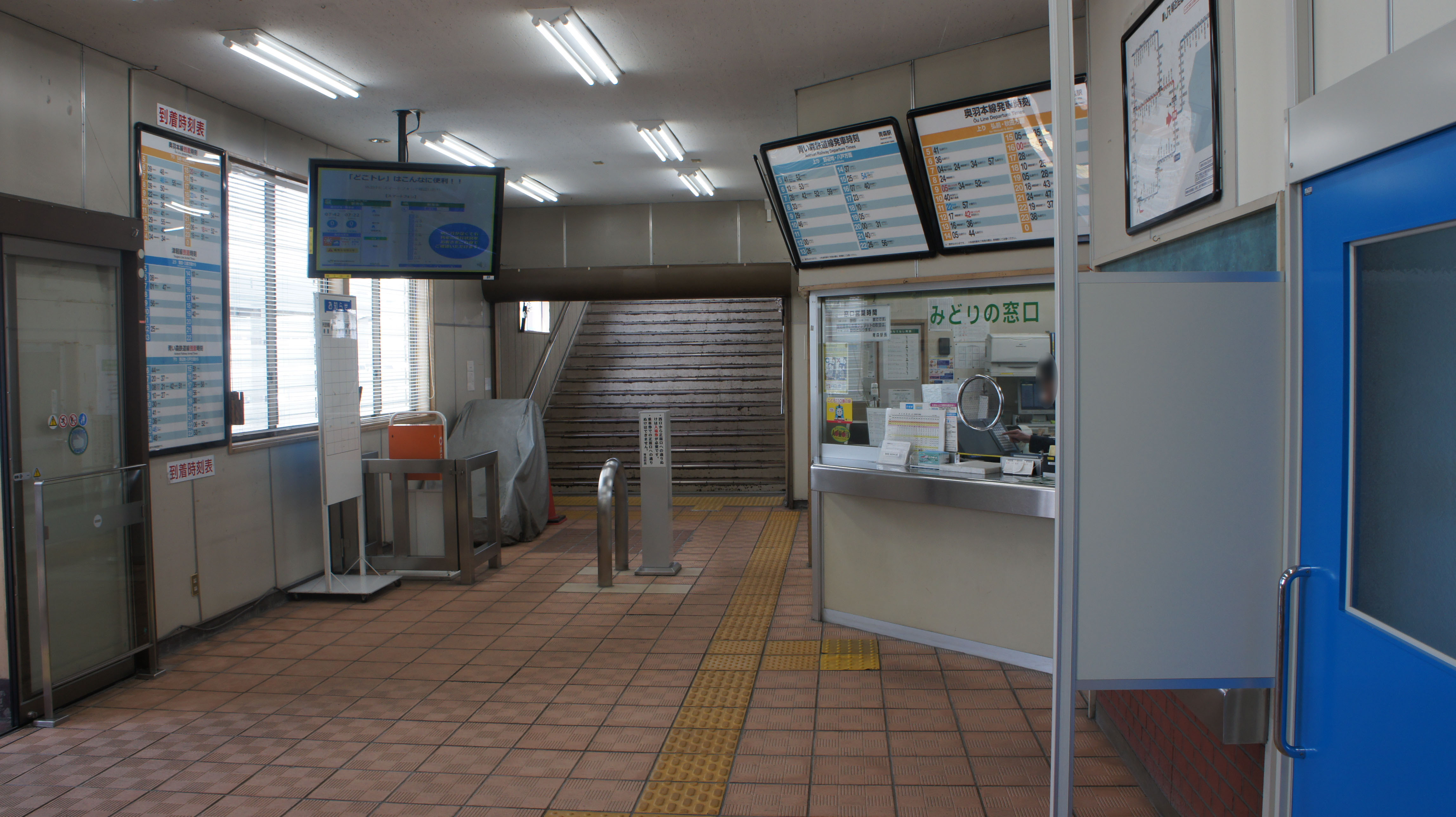
旧西口改札（2018年4月）
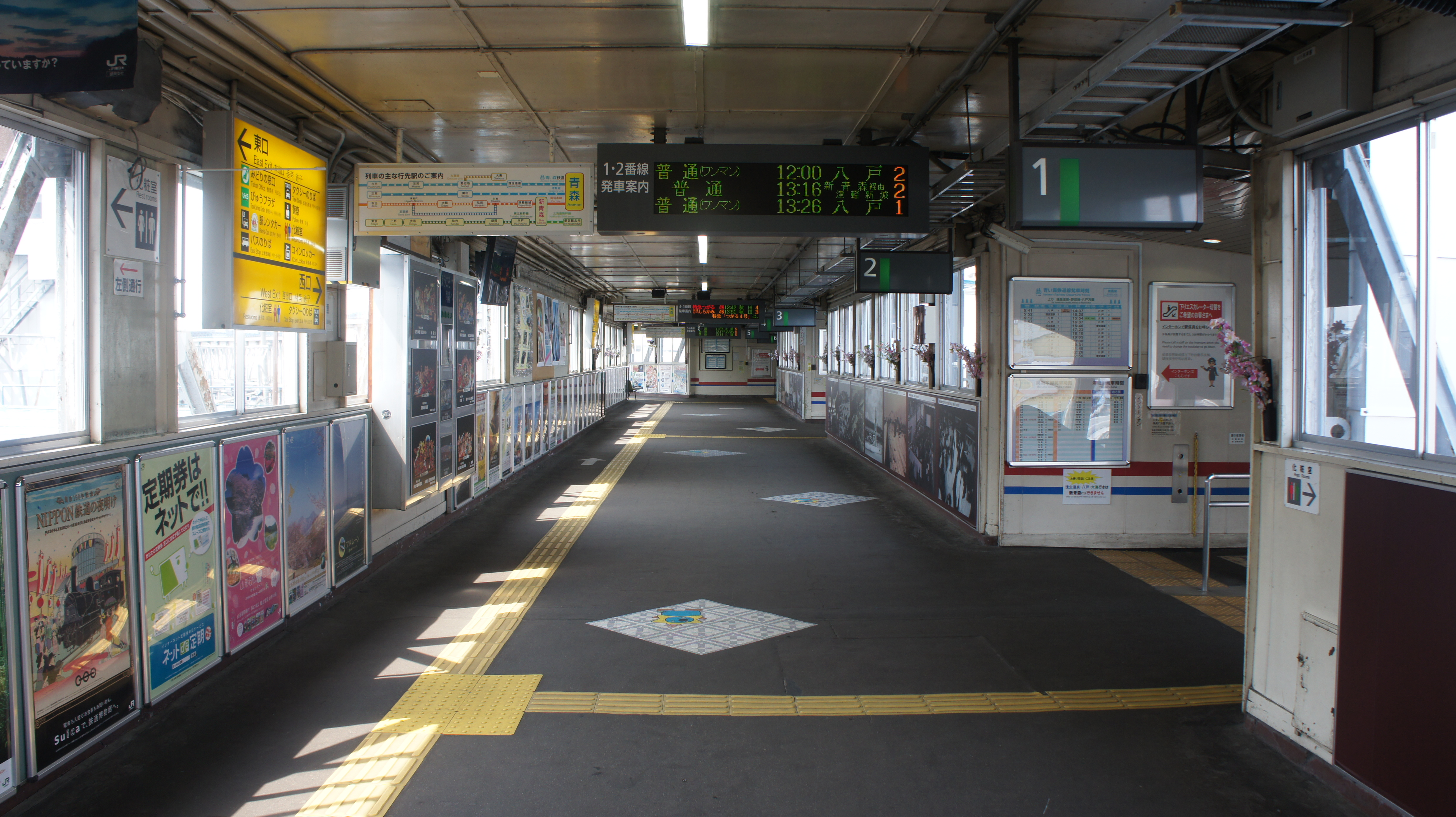
旧跨線橋（2018年4月）
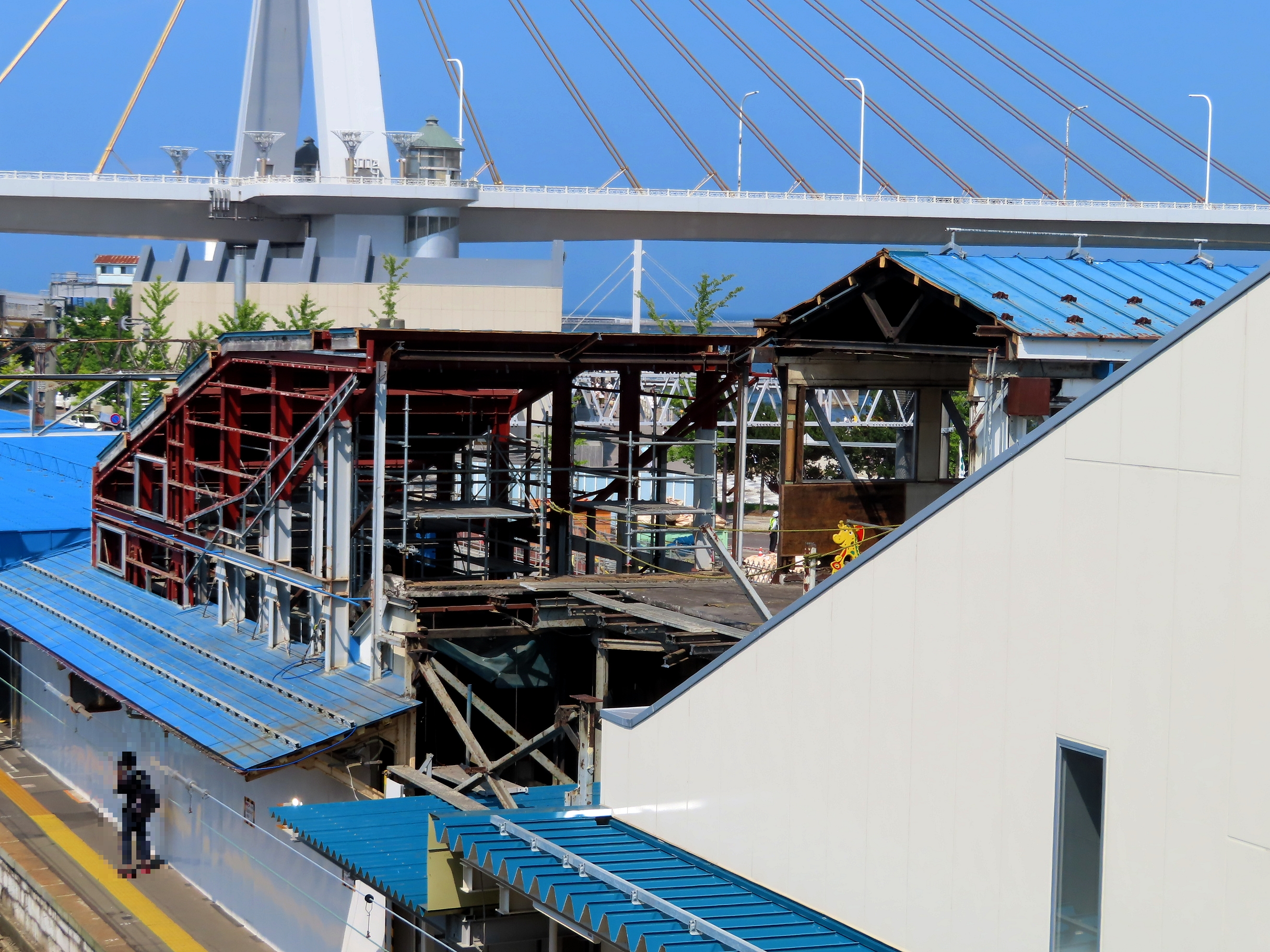
解体中の旧跨線橋（2021年7月）

## 滝内信号所

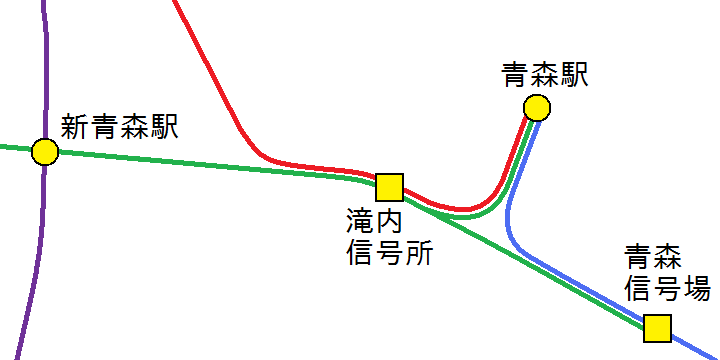
青森駅付近の路線構成。青は青い森鉄道線、緑は奥羽本線、赤は津軽線、紫は東北・北海道新幹線。

駅構内扱いで、奥羽本線と青森信号場から伸びる貨物支線が合流する地点に通称「滝内信号所（たきうちしんごうじょ）」がある。かつては滝内信号場（たきうちしんごうじょう）だったが、駅構内扱いとなり「信号所」と呼ばれるようになった。所在地は青森県青森市千刈。なお、奥羽本線・津軽線を運転する列車の運転士および車掌の運転時刻表には「滝内1」という名称で当信号所の通過時刻が記載されている。

### 滝内信号所の構造
北側から順に津軽線、青森車両センターへの小運転線、奥羽本線の3線が並ぶ。信号所東側（千刈踏切）で貨物支線と奥羽本線が分岐しており、奥羽本線と青い森鉄道線を通過する貨物列車は青森駅には乗り入れない。青森駅を経由する津軽線と小運転線の間にも津軽海峡線開業と前後して渡り線が設けられており、津軽海峡線方面からの貨物列車は青森駅を経由せず、直接青森信号場に進入することが可能になった。
青森駅発の奥羽・津軽線は、それぞれ奥羽貨物支線進入列車が滝内信号所を通過するまで発車できない。そのため青森駅で列車交換をしない場合でも貨物列車の影響で発車が遅れることがある。また奥羽線は、津軽線（津軽海峡線）からの貨物列車が奥羽線の線路を跨いで奥羽貨物支線へと進入するため、津軽海峡線貨物列車が当信号所を通過するまで発車できないことがある。
なお当信号所構内にあたる千刈踏切近くに津軽線1キロポストと奥羽貨物支線0キロポストがある。

### 滝内信号所の歴史
- 1926年（大正15年）10月25日：青森操車場の完成と共に滝内信号場開業[24]。電報略号はキチ。
- 1965年（昭和40年）10月1日：青森駅構内扱いとなる[24]。

### その他
当駅と構内扱いの滝内信号所、青森信号場を頂点とするデルタ線が形成されている。客車時代の特急「はつかり」は、展望車こそ連結されていなかったが、三等車の座席は進行方向に固定されていたため、青森到着後はデルタ線を使った「三角回し」で編成の向きを変えていた。
上記のデルタ線のなかで、南側の底辺にあたるのが奥羽本線の貨物支線である。貨物列車はこの線路を通過するため、通常は当駅に貨物列車が入線することはない。貨物列車の機関車交換は、手前の青森信号場で行う。本州と北海道を結ぶ寝台特急「北斗星」・「カシオペア」・「トワイライトエクスプレス」は、青森駅で機関車交換を実施するために運転停車していた。ただし、2006年（平成18年）3月18日から2012年（平成24年）3月16日までの間は青森駅構内で夜間に線路改良工事を行っていたため、「北斗星」・「トワイライトエクスプレス」の機関車交換は青森信号場で行い、当駅を経由していなかった。
なお、青い森鉄道線は青森信号場から当駅構内近くまで単線高架化されている。

## 隣の駅
東日本旅客鉄道（JR東日本）
■奥羽本線
- 特急「スーパーつがる」・「つがる」・臨時快速「リゾートしらかみ」発着駅

□快速・■普通
新青森駅 - （滝内信号所） - 青森駅
奥羽本線（貨物支線）
新青森駅 - （滝内信号所） - （青森信号場）
■津軽線

青森駅 - （滝内信号所） - （新油川信号場） - 油川駅
青い森鉄道
■青い森鉄道線

筒井駅 - （青森信号場） - 青森駅

### かつて存在した路線
日本国有鉄道（国鉄）
東北本線（旧線）
浦町駅 - （青森操車場） - 青森駅
北海道旅客鉄道（JR北海道）
青函航路（青函連絡船）
青森駅 - 函館駅

### 記事本文